# 野焼き

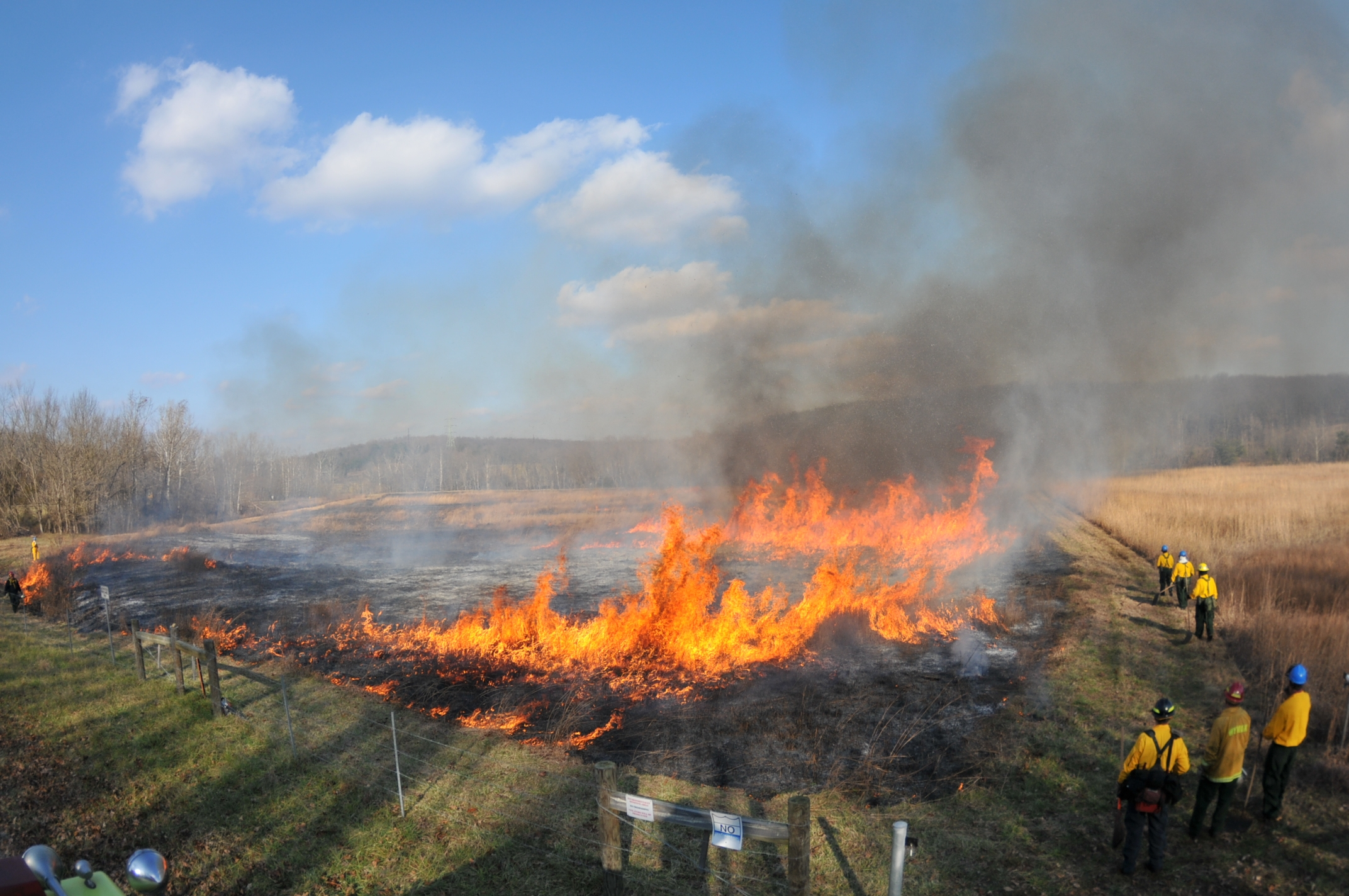
草原の野焼き

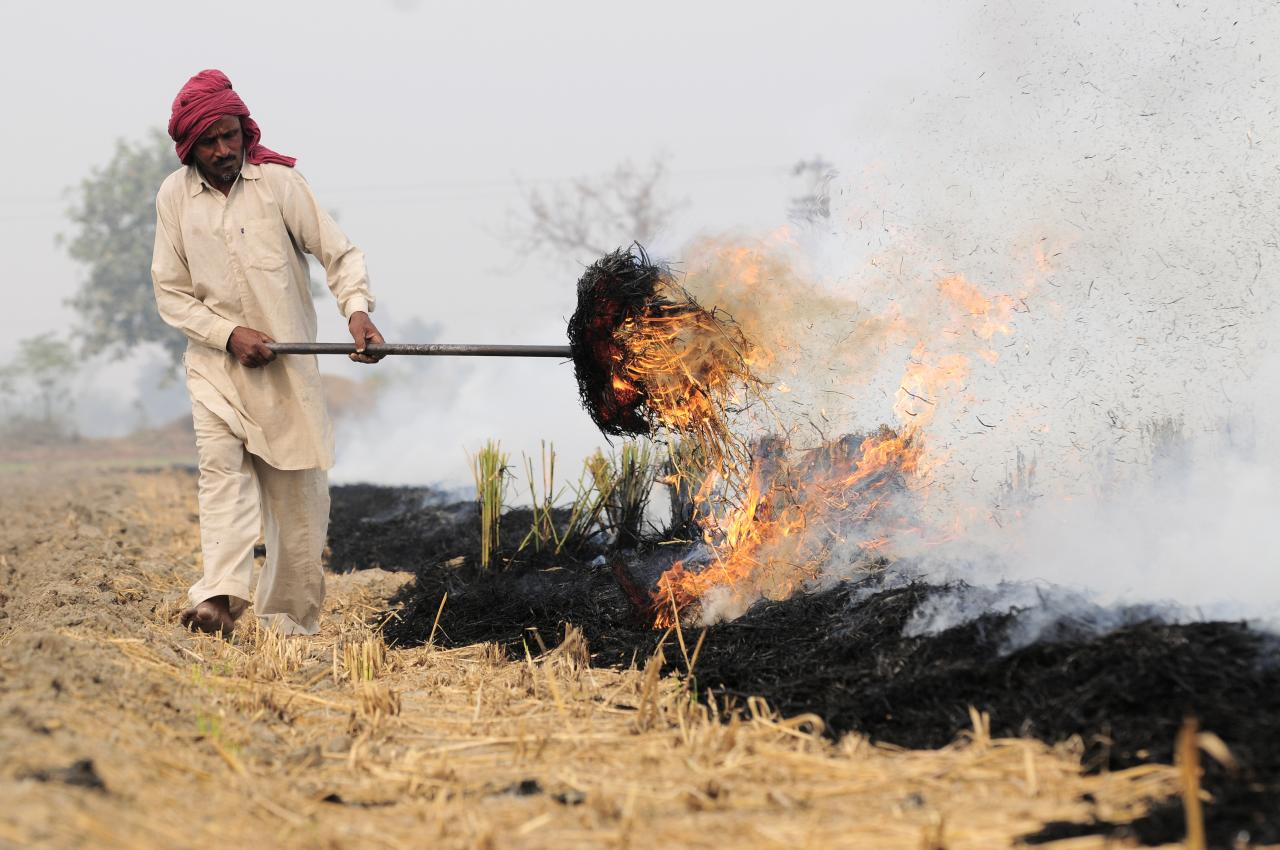
作物残渣の野焼き

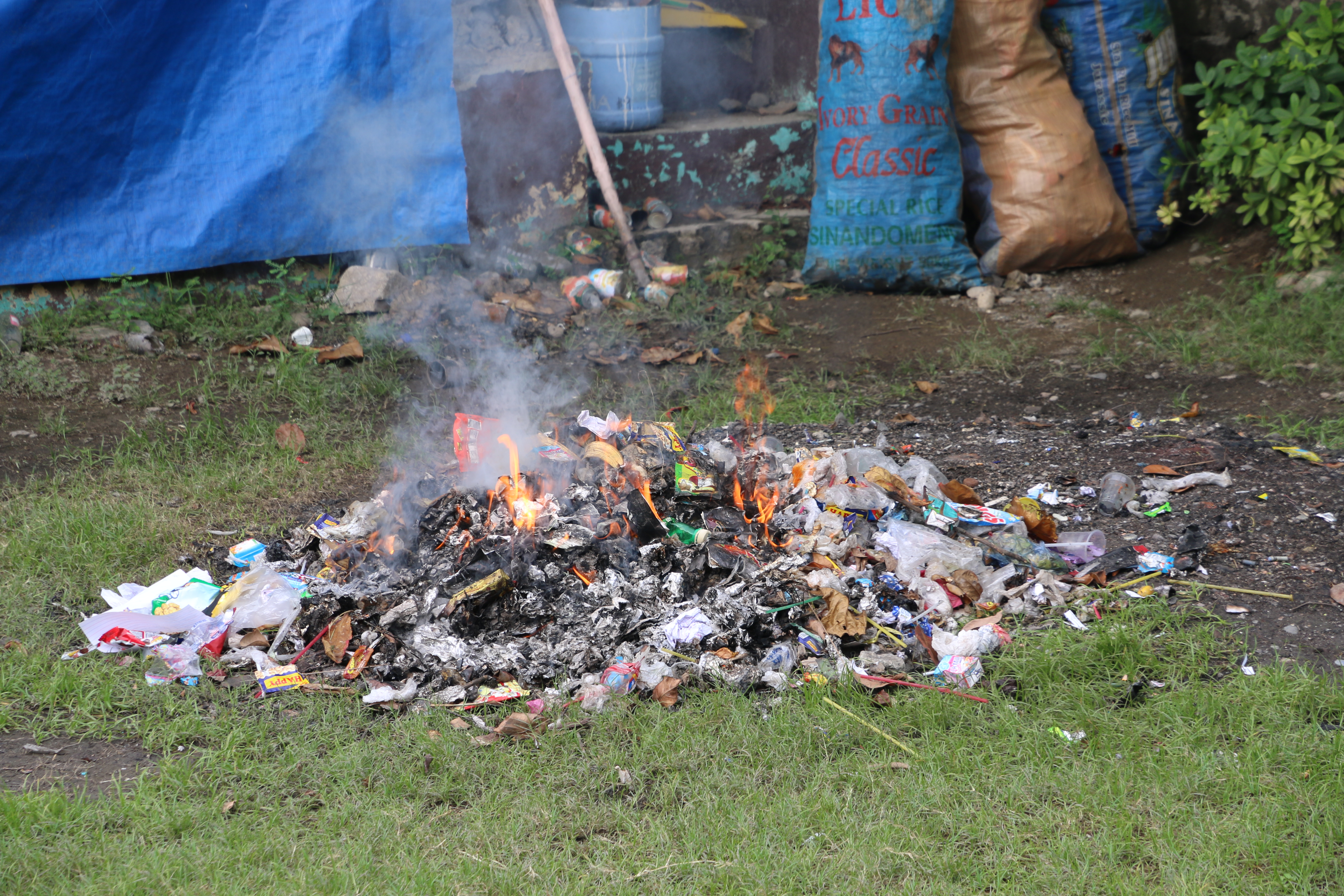
ごみの野焼き

野焼き（のやき、英: open/field burning）とは、野外で植生などを焼却する行為をいう。
古今おこなわれるものとして、土地の維持管理を目的とした山野の野焼き（火入れ、英: controlled/prescribed burn）がある。現代においては刈株など作物残渣の野焼き（: agricultural/stubble burn）があり、社会問題とされる。ごみ全般の野外焼却（英: backyard burn）も野焼きと呼ばれるが、本項では主に農林における野焼きについて解説している。
田んぼの畦（あぜ）を対象とするものをあぜ焼き、庭園などの芝を焼くことを芝焼きなどとも呼ぶ。

## 概要

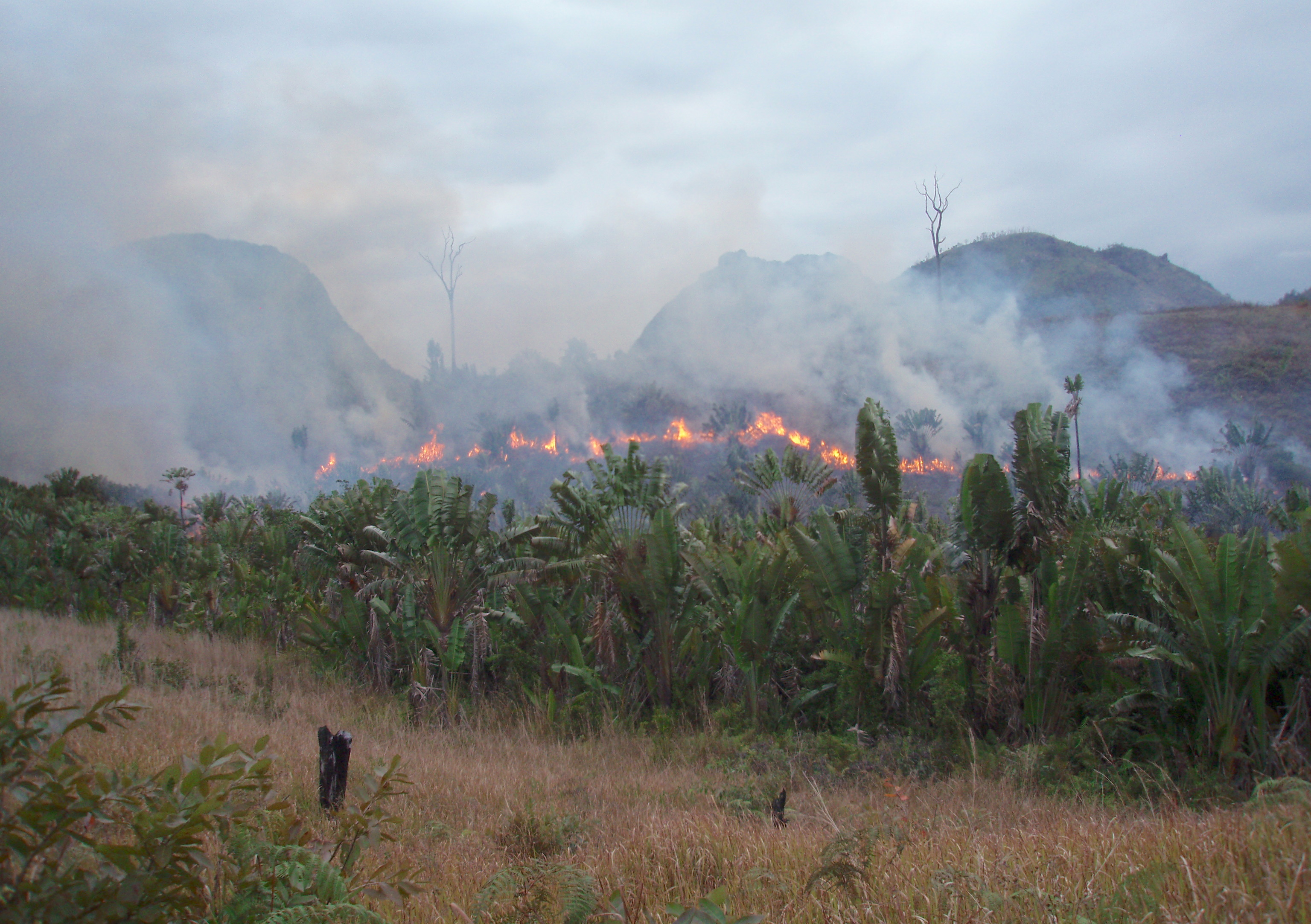
違法に行われている焼き畑

野焼きは古来より焼き畑を行い農地をならすために、近年では山火事の防止、生態系の管理などを目的として行われてきた。一方、PM2.5などの大気汚染の大きな原因となっており、国境を越えた越境汚染が国際問題に発展する例もある。現代において農業における野焼きは、大気や土壌の環境を悪化させ、健康、経済や生物多様性に害をもたらす慣習として認識されており、各国において禁止が進む動向にある。

### 草原の野焼き
草原の野焼きはアフリカなど世界各地の草原で主に放牧のためにおこなわれており、ロシアのステップや北アメリカのグレートプレーンズにおける研究では、土壌の窒素を放出させたり、野焼き後に成長する若い植物は収量は減るが栄養価や採食嗜好性は高まるといったことが知られている。

### 作物残渣の野焼き
穀類や豆類、サトウキビの残茎・藁稈・殻・葉などの作物残渣の野焼きは世界各地で多くは規制のもとで行われている。原因として、伝統的に雑草・病害虫を防ぐために必要であるとみなされてきたこと、経済的理由により野焼きを行う以外に処分する選択肢を持てない農民が多いことが挙げられる。世界銀行によれば、上位の国として中国、インド、米国、ブラジル、インドネシア、ロシアが挙げられるほか、アフリカ、メキシコ、タンザニアなどで割合が高く、この数十年の間に世界の多くの国々で増加した。
作物残渣の野焼きは世界の多くの地域の大気汚染において、工業、車両に次ぐ第3位の人為排出源であり、全世界のバイオマス燃焼（森林火災を含む）の約4分の1を占めると考えられている。特にアジア諸国においては、バイオマス由来の大気汚染の約6割を占めるとされる。

## 悪影響

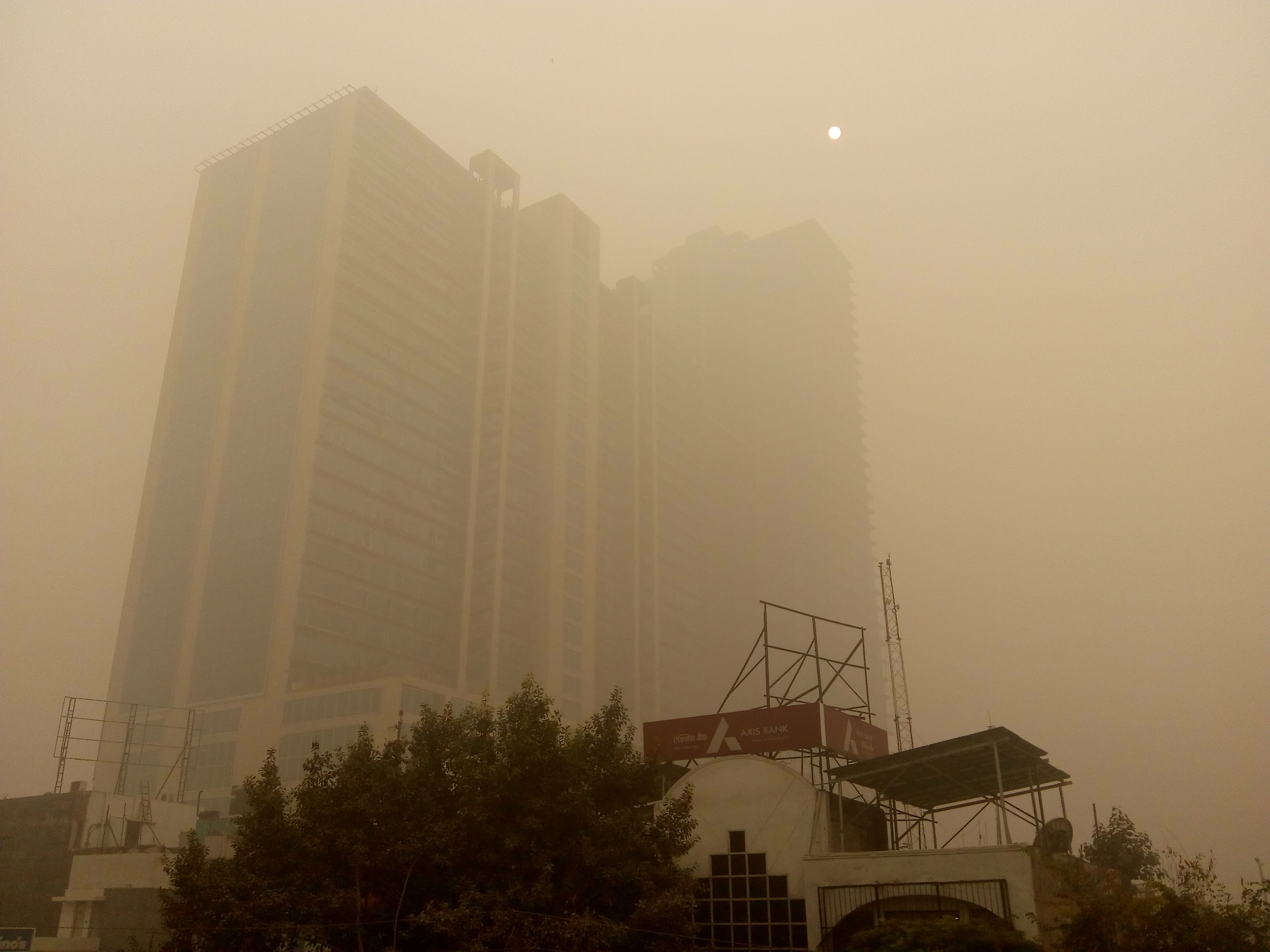
インド・デリーのスモッグ。世界で最も大気が汚染された都市であり、その主要な原因は野焼きである

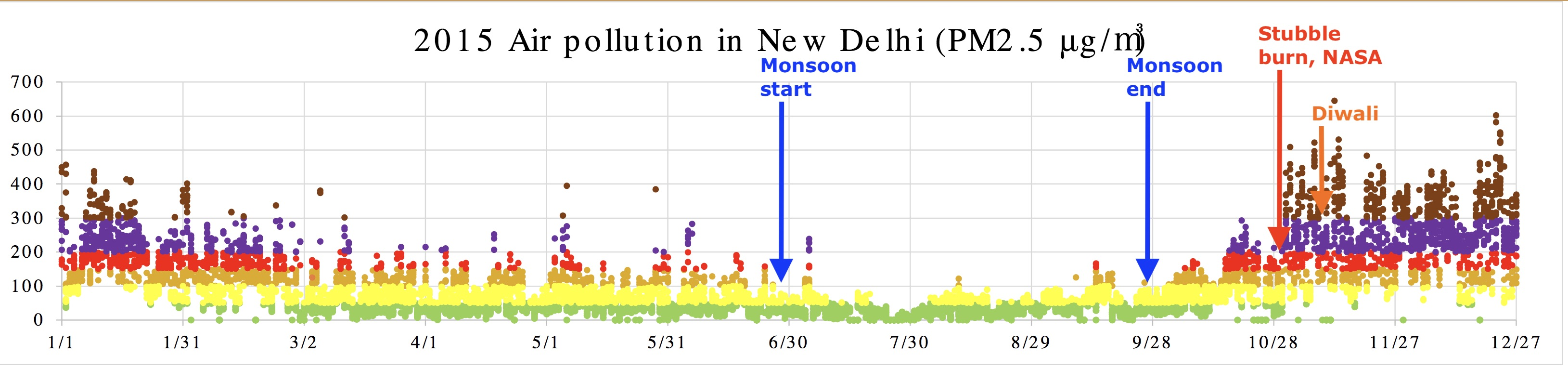
インド・ニューデリーにおける一年間のpm2.5濃度推移グラフ。野焼きが行われる秋から冬にかけて非常に高濃度の汚染が確認できる

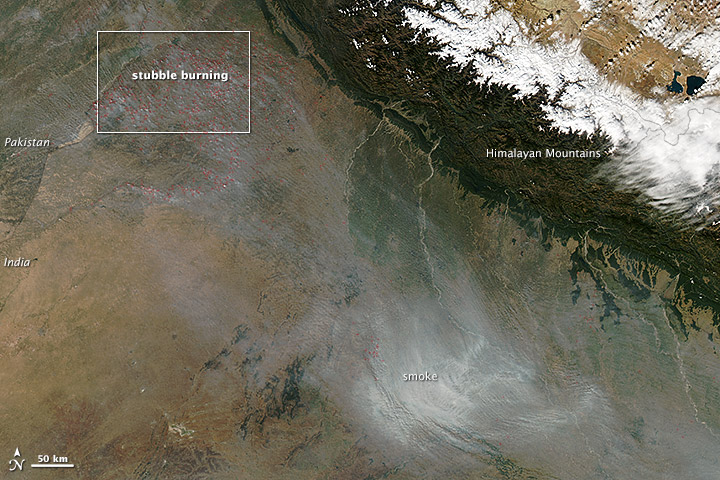
北インドで行われた野焼きの煙がヒマラヤ山脈を沿って遠方に流れる様子。煙は遠隔地にたやすく移動する

### 汚染物質
野焼きは低温燃焼のため、不完全燃焼となり煤煙を大量に発生させる。この煤煙はベンゾ[a]ピレンなど発癌性の多環芳香族炭化水素を含んだ粒子状物質（PM2.5など）や、揮発性有機化合物、硫黄酸化物、窒素酸化物、アンモニア、一酸化炭素などの汚染物質を含む。国立環境研究所の報告によれば、麦や稲の野焼きで発生するPM2.5粒子は、大気中のPM2.5粒子と同程度もしくはそれ以上に毒性を持つと考えられる。
また植物残渣の低温燃焼においてもダイオキシン類が発生し、煤煙から大気を汚染し、焼却灰から土壌を汚染する。ダイオキシン類の発生量は燃焼物に含まれる塩素の量や燃焼状態によって左右され、特に塩素を含む農薬、除草剤の影響により発生量が増えることが知られている。

### 健康上の問題
野焼きはPM2.5などの汚染物質を大量に排出するため、慢性心不全などの循環器疾患や呼吸器疾患、癌、子供の早死、アルツハイマー病やパーキンソン病、認知症のリスクを高めることが懸念されている。
野焼きの煙は特に喘息や慢性閉塞性肺疾患 (COPD) を増悪させる。稲藁焼きが社会問題となった秋田県の医師の間でも、野焼きの季節になると喘息発作の救急外来が急増するという事象がよく知られていた。野焼き規制による健康増進の報告もあり、タイ王国で2010年代半ばに進められた厳正な野焼き禁止政策によって、呼吸器疾患の受診者数が約10%減少したとの分析がある。
新型コロナウイルス感染症のパンデミックに際しては、野焼きによるリスク増大が懸念され、いくつかの地域で野焼きが禁止された（#アメリカ合衆国、#カナダの例を参照）。PM2.5などの大気汚染は統計的に新型コロナの死亡率を高めると考えられており、実験によっても罹患リスク、重症度を高めることが示されている。また、煙害によって感染症対策の換気が困難になり、感染拡大につながることが懸念されている。

### 農業生産力の低下

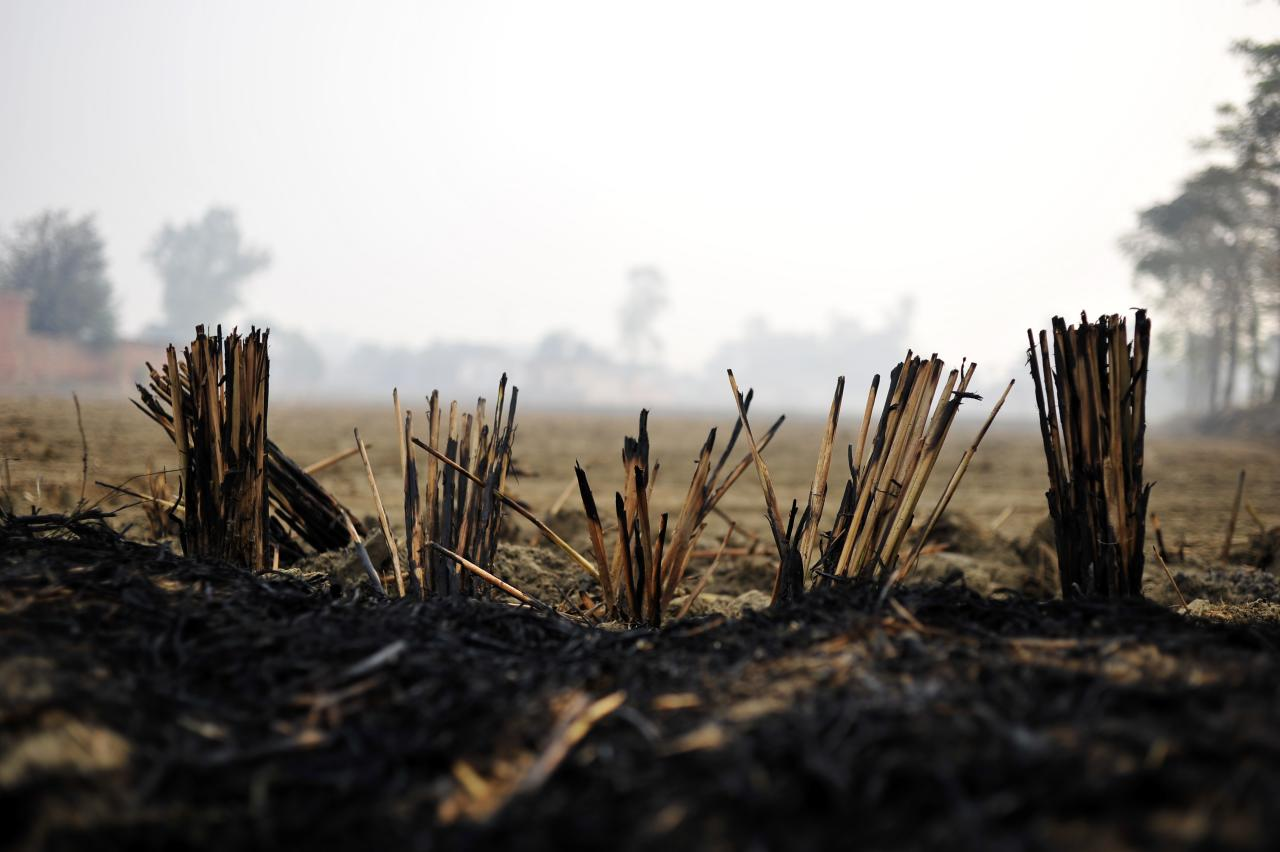
焼かれた農地

本来、植物残渣などの有機物は施用・堆肥化によって土壌有機物（腐植）となり、土壌の理化学性・生物性ひいては地力を維持・増進する役割がある。この機会が野焼きによって失われ、また表土も焼かれることで、必要な施肥量の増大や、土壌侵食、収量低下などを引き起こし、経済的損失や生物多様性の低下を招く。国際連合環境計画によれば、野焼きは土壌の保水力や土壌肥沃度を25 - 30%低下させる。
野焼きで得られる草木灰は、伝統的な「肥料」として利用される場合があるが、これは誤った認識に基づいた慣習とされ、前述の有機物の土づくり効果が失われるほか、燃焼に伴い栄養の多くが失われることが知られている。アジア工科大学院のMohammad Esmaeil Asadiによれば、稲藁の野焼きは炭素のほぼ全量、窒素の99%、リンの18%、カリウムの44%を失わせる。オーストラリアのビクトリア州政府によれば、小麦藁の野焼きは窒素の80%、リンの40%、カリウムの60%、硫黄の50%を失わせ、また長期的には土壌の酸性化を招く。
高温に曝された土壌は一時的に交換性アンモニア態窒素や重炭酸塩抽出リンの画分が増加するが、長期的には理化学性・生物性のいずれも低下すると考えられている。

### 地球温暖化
地球温暖化の観点からは雪氷圏の温暖化に影響が大きいブラックカーボンの排出源として最大の分野であると考えられている。これにより氷河などの融解のほか、とりわけアジアモンスーンへの影響といった気候変動が懸念される。
温室効果ガス排出の観点では、二酸化炭素についてはカーボンニュートラルと捉えることができ、メタンや一酸化二窒素についても全体への寄与は目立たないが、土壌微生物に影響を与え土壌の温室効果ガス排出を増加させる。
国際連合環境計画がとりもつ気候と大気浄化の国際パートナーシップの農業イニシアチブは、ヒマラヤおよびアンデス地域を主な対象として、環境保全を伴う生産性向上や、健康状態の改善のほか、とりわけブラックカーボンの排出抑制を目的として、2015年に作物残渣の野焼きの抑制計画を開始した。

### イメージダウン
観光地で野焼きが行われ、観光客が煙にさらされることで観光地のイメージダウンに繋がることが懸念されている。野焼きの影響が深刻なインドのデリーでは、大気汚染を理由として観光客が約25 - 30 %減少したとの報告がある。

### 国際問題
野焼きによって発生する汚染物質である煙は気体であるため、容易に遠隔地へと流入し越境汚染を引き起こす。野焼きの当事者(当事国)とは無関係な近隣へと被害をもたらし、関係悪化につながっている。

## 批判と規制
国連の国際連合環境計画（UNEP）や国際的な環境NGOであるThe Nature Conservancy（TNC）は、人の健康および農地への有害性から野焼きを批判し、農民の野焼きからの脱却を支援している。
TNCは野焼きを行わない持続可能な農業形態として、ハッピーシーダーを使ったすき込み型の農業をPromoting Regenerative And No-burn Agriculture （PRANA:再生・不燃型農業）として定義し、普及させるプロジェクトを立ち上げている。
野焼きは多くの国で法的に規制されており、その分野は火災防止、交通災害防止、大気質保全、土壌保全など多岐に渡る。国際連合欧州経済委員会 （UNECE）によれば、1980年代始めから加盟国における規制が始められた。規制の枠組みも様々であり、欧州連合（EU）の共通農業政策のように、直接支払い（補助金）といったメリットを与える引き換え条件（クロスコンプライアンス）を提示する、野焼きに許可制を設ける、作物残渣をすき込むための農機具に補助金を設置するといったものが実施されている。UNECEによれば、問題の地理的把握、教育、規制の3段階が順序をもって発展することが実効性のある規制において重要とされる。
インドでは野焼きを撲滅するために、農家によるハッピーシーダーの導入に対し補助金を設置し、不耕起栽培への切り替えを促しているが、貧困および融資枠の不足、野焼きに対する法的規制のゆるさによるインセンティブの不足、農民の教育水準の低さなどの複数の理由により思うように進んでいない。

## 資源化
野焼きに代わる作物残渣の有効利用法としては不耕起栽培などのマルチング、圃場すき込み、堆肥化、飼料・敷料といった耕畜連携のほか、紙やバイオプラスチックなどの素材原料、バイオ燃料原料やバイオ炭（木炭）原料として利用する取り組みがある。
籾殻燻炭などのバイオ炭の生産においては、野焼きのような伝統的方法をとれば同様の害を伴い、一般的なボイラーのような高温燃焼では発癌性物質であり珪肺の原因となる結晶質シリカを生成するという問題があるが、これらの問題を解決させたガス化・エネルギー回収技術の開発も進められている。

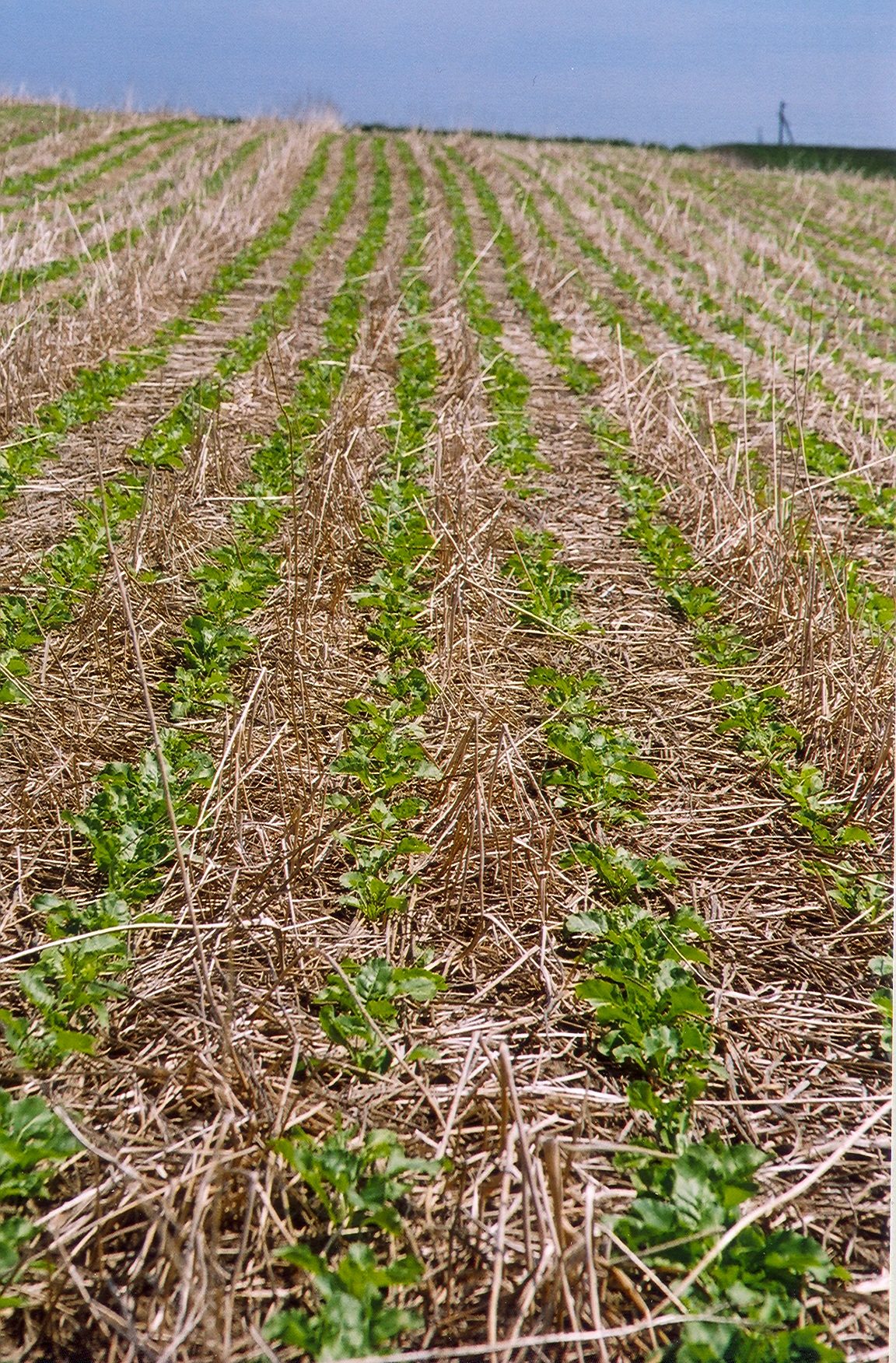
不耕起栽培
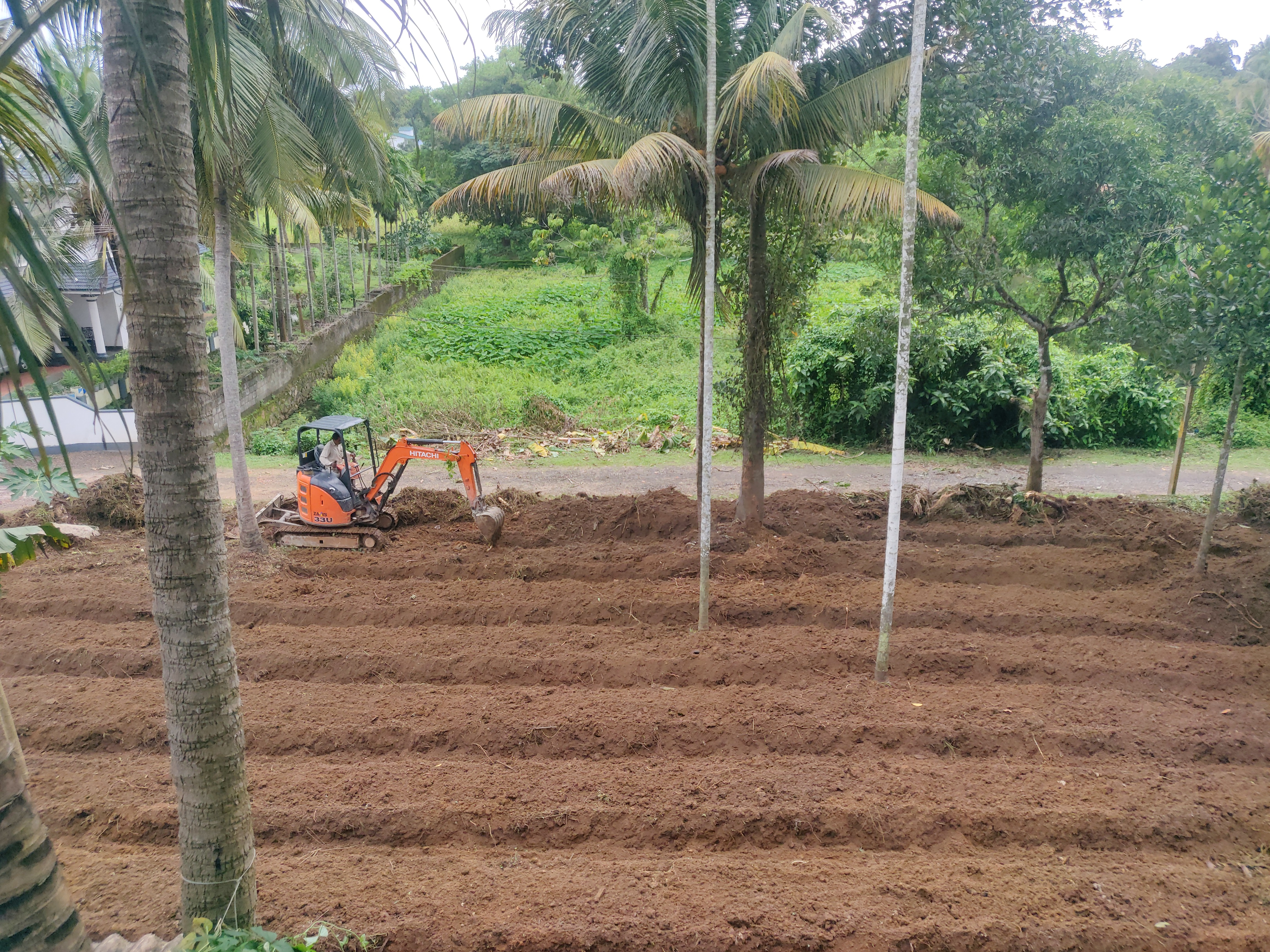
農機によるすき込み
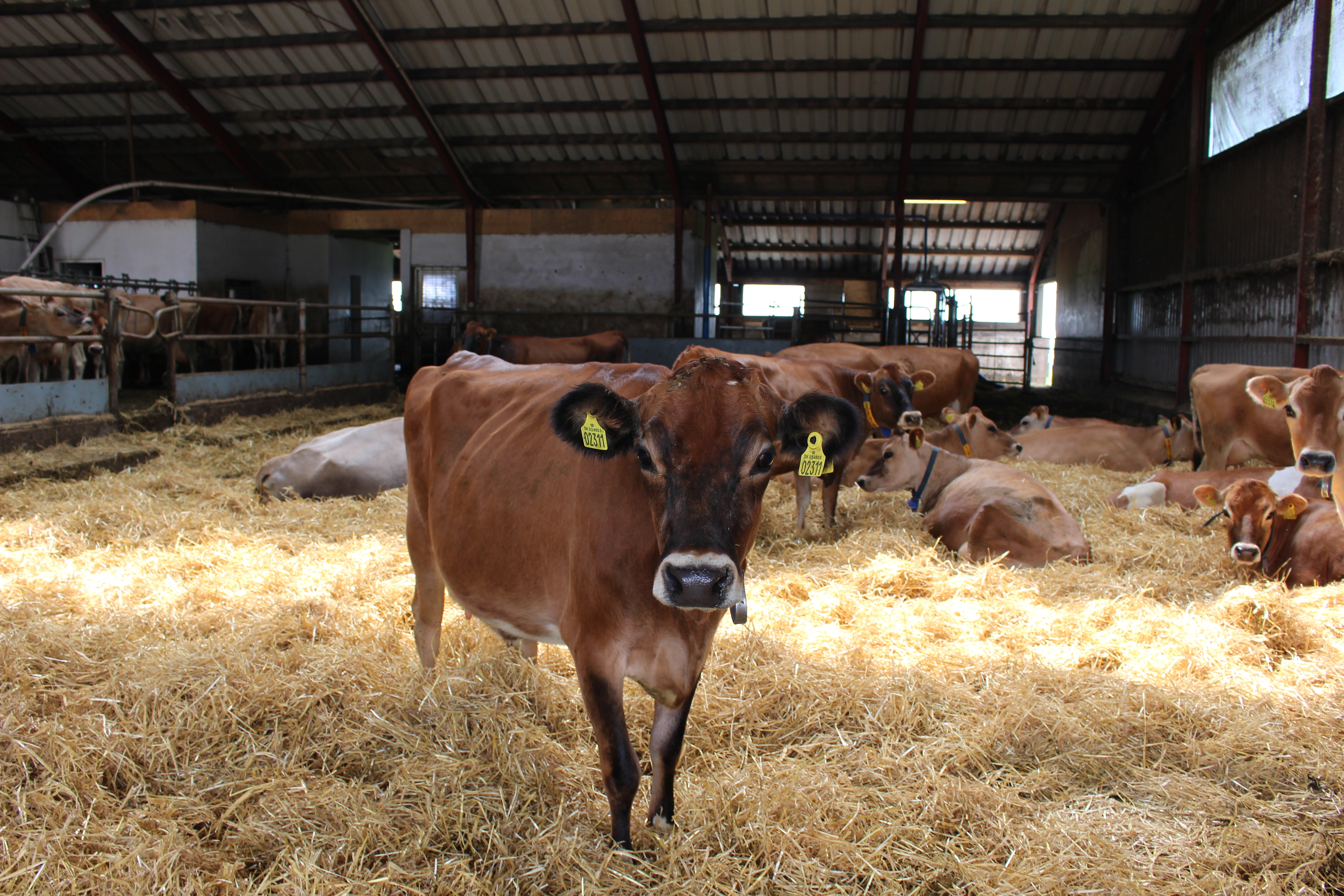
牛と敷きわら

## 各地の野焼き

### 日本

#### 山野の野焼き

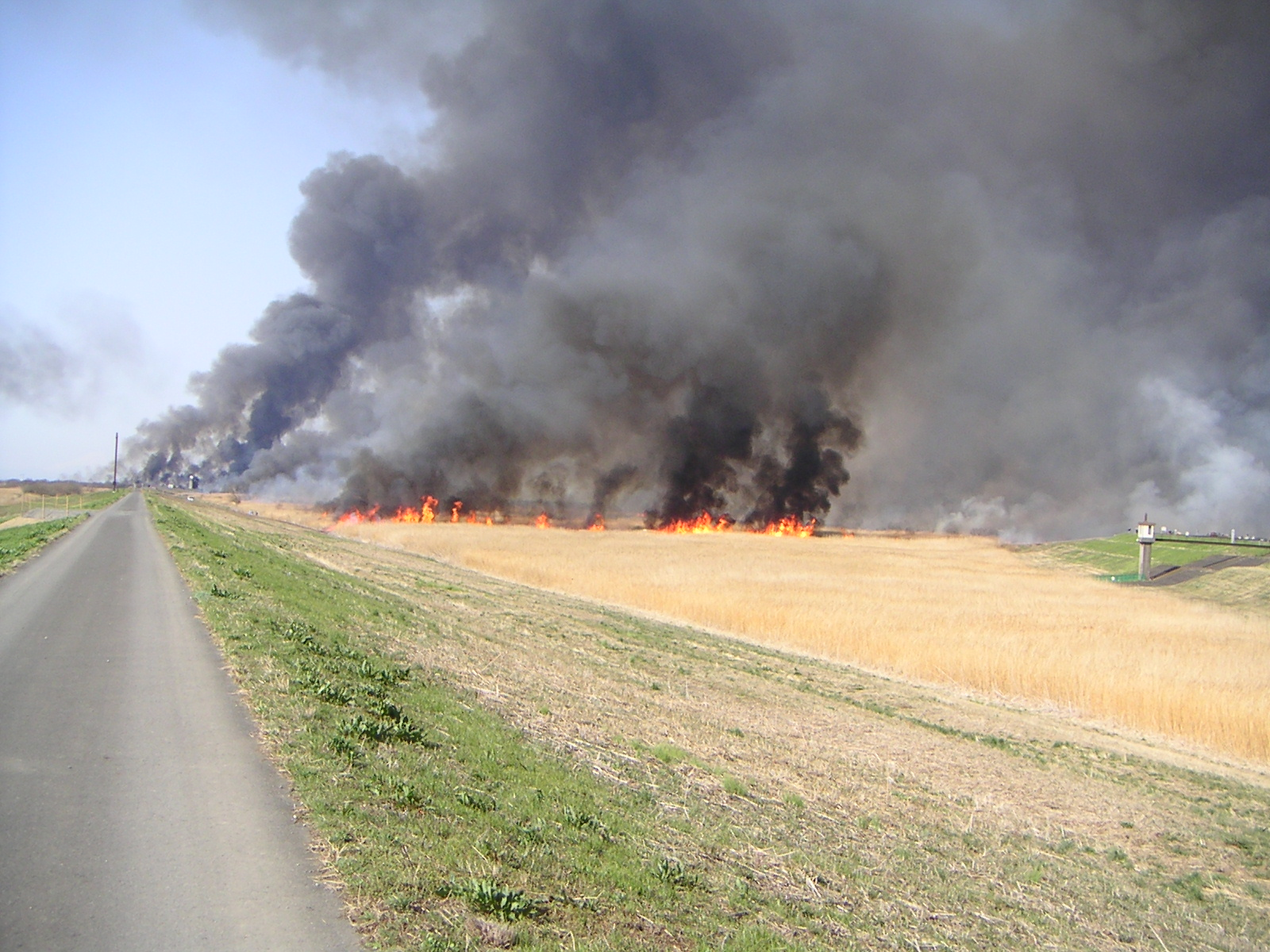
渡良瀬遊水地のヨシ焼き

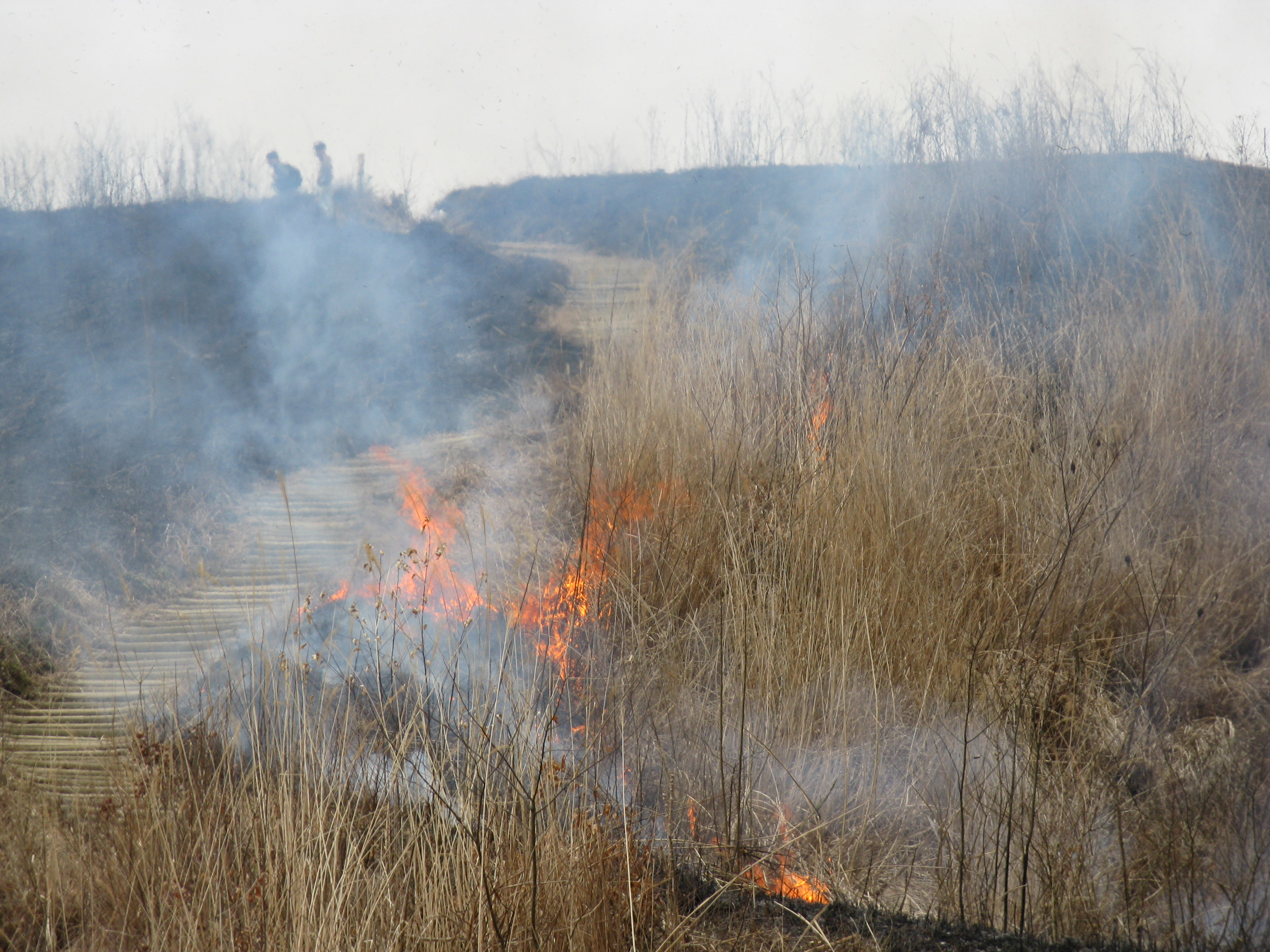
岩湧山の山焼き

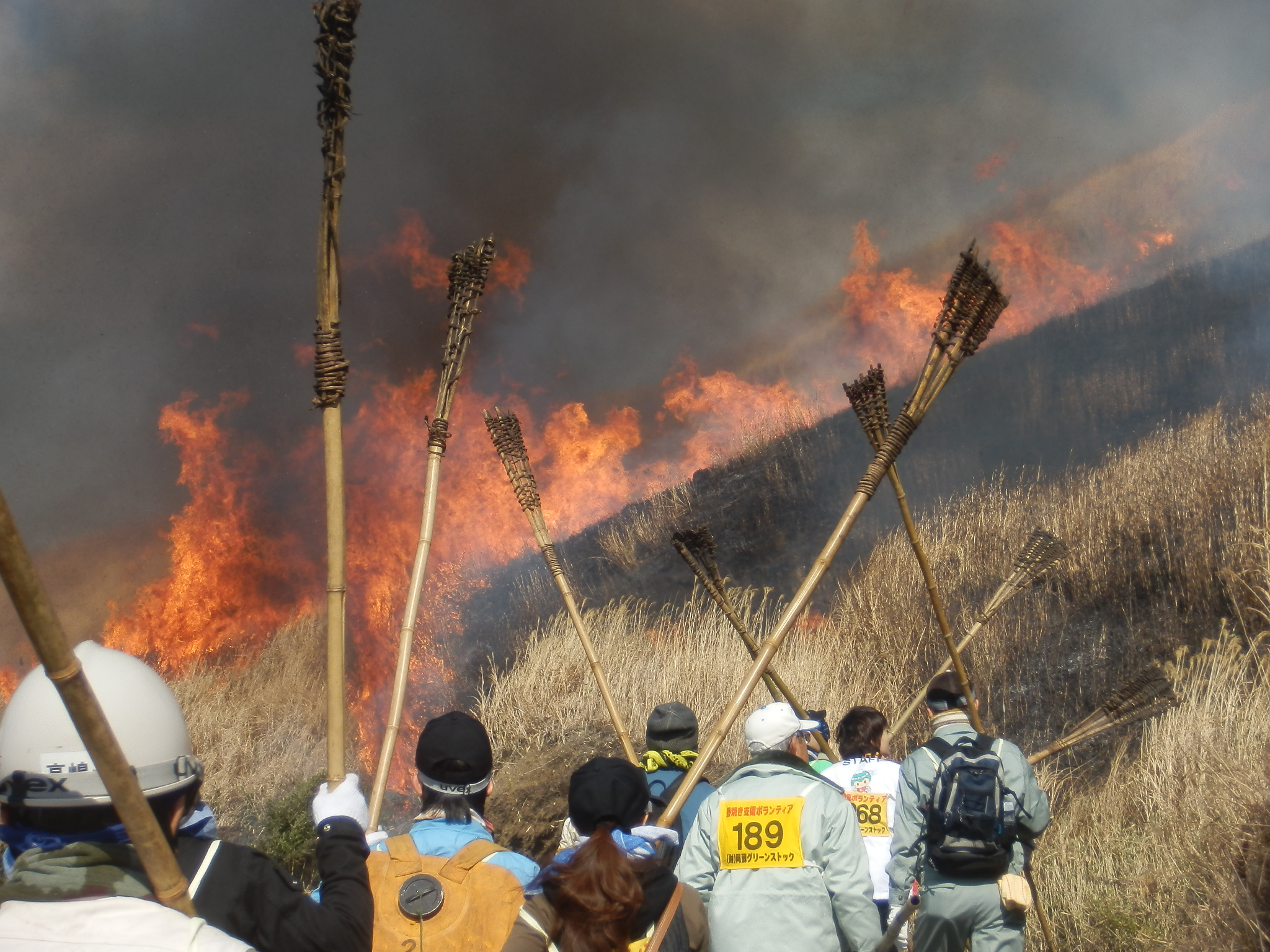
阿蘇の草原の野焼き

日本では伝統的に、春先のまだ草本の新芽が出ない時期に、野山の枯れ草を焼く事が多い。山焼きとも言う。また、田の畔や、河川敷を焼くことも野焼きということもある。
日本の自然の状態では酷寒地を除き、草原は森林へと遷移する。野焼きや採草、放牧を行うことで、この遷移がリセットされ、初期状態の草地に戻る。このように人為的に手を加えることで維持されている草原を二次草原（半自然草原）といい、採草地や放牧地として利用されてきたほか、特に野草地では特有の生物相を形成する。野焼きは、地下に生長点を持つ草本植物を生かしつつ、地表を覆う有機物や、地上に生長点を持つ木本植物を減らし、また炎などによる地温上昇や発芽誘導物質（カリキン）の生成などにより土中種子の休眠打破を促したり、炭による暗色化（アルベド低下）で地温を上昇させたり、有機物を無機塩類とすることで新たに出る若草のための肥料としたり、ダニなどの害虫を焼き殺す効果も期待される。
よく知られた山野の野焼きには、次のようなものがある。
- 奈良・若草山の山焼き
- 阿蘇の野焼き
- 別府市の扇山火まつり・十文字原の野焼き
- 渡良瀬遊水地の葦焼き
- 大室山の山焼き
- 秋吉台の山焼き
- 房総の野焼き
- 仙石原の山焼き
- 平尾台の野焼き
- 都井岬の野焼き
- 東富士演習場、北富士演習場の野焼き
- 岡山後楽園の芝焼き

国立公園など自然保護区における野草地の野焼きは、採草や放牧とあわせ、二次草原環境や生物多様性の維持に有用な管理手段のひとつとして行われており、環境省は自然再生推進法などに基づき支援している。草地の野焼きの量の正確なデータは把握されていないが、1,000ヘクタール以上の主要な野焼き実施地の5箇所（計24,400ヘクタール）を想定し、単位ヘクタール当たりの平均焼却量を10トンとする概算（日本国温室効果ガスインベントリ）があり、単純計算で244キロトンのバイオマス焼却が行われうると想定される。野焼きは土地の炭素貯留を減少させると一般的には考えられているが、阿蘇の二次草原（約16,400ヘクタールの野焼き地）では、文献上は千年以上前から（延喜式に基づく説）、土壌分析によれば一万年以上前から野焼きがおこなわれ、かつ耕起がおこなわれてこなかった結果、土壌に蓄積した炭と植生由来の有機物により、土壌炭素の貯留が高められていると考えられている。
野焼きに関する春の季語には「野焼」や「山焼」、「野山焼く」、「野火」、「畑焼」などがある。

##### 煤煙の飛散
ヨシ焼きによる灰や煙の広範囲への飛散、洗濯物への付着などの被害が苦情として提出され、SNSでも報告が相次いでいる。自治体側はこれを認識しているが、湿地環境を守るために必要な行為であるとして継続されている。

##### 損害賠償請求訴訟
山野の野焼きは現地の組合により行われているが、毎年のように延焼による原野火災(山火事)、観光客の車への延焼、また行為者のやけど、死亡が発生している。近年では太陽光パネルの設置も進んでおり、それらに延焼する可能性も大きなリスクが認識されている。実際に延焼した先から損害賠償が請求されたケースもあり、そのため野焼きを行わないところも出てきている。
こうしたリスクに対応し、三井住友海上は野焼きの保険商品を開発した。

#### 農家による野焼き

##### 作物残渣の野焼き

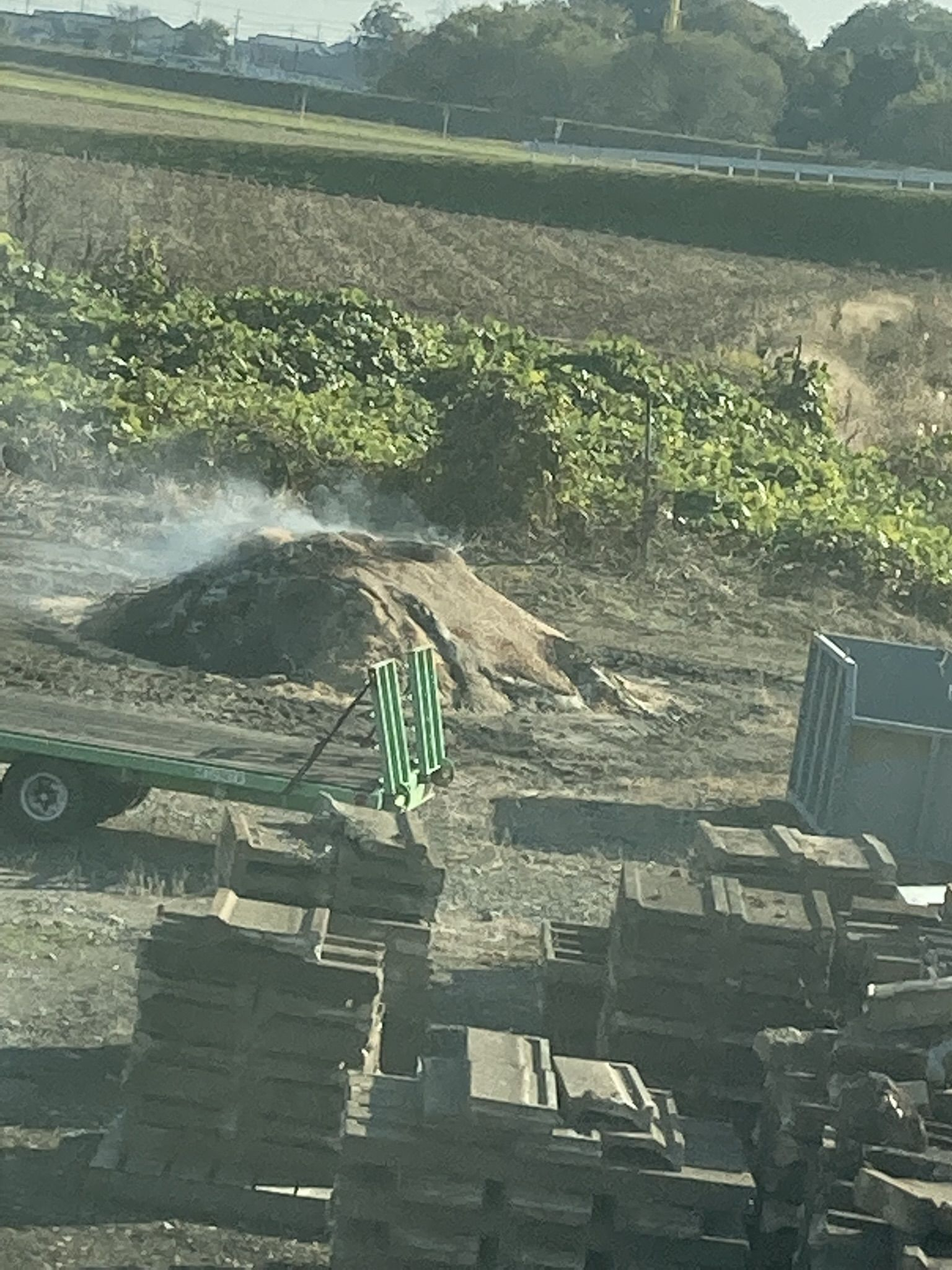
作物残渣の野焼き(籾殻)

稲藁や籾殻、果樹の剪定枝といった作物残渣は、従来は堆肥化や畜産資材、藁細工など手工業製品の材料として資源利用されてきた。しかし現代になり、農家の担い手減少や牛馬の減少、農業機械化、化学肥料の普及などによりその利用途が減少し、その一部が焼却されるようになった。特に稲作における野焼きは、昭和40 - 50年代の自脱型コンバインなどによる機械収穫の普及にともない増加し、一時は稲作付面積の25%で野焼きが行われ、その煙害は「稲わらスモッグ」と呼ばれ社会問題化した。
野焼きは大気汚染、悪臭などの公害、洗濯物の汚れなど近隣トラブル、火災など事故の原因となる。また地域における農産・観光のイメージ低下や、焼却により有機物の土壌への還元量が減少し、地力・収量低下につながることが示されるなど、営農面においても問題となる。こうしたことから、農協や行政機関における土づくり運動が興り、地力増進法、持続農業法、GAP（適正農業規範）などの政策において、作物残渣は焼却せずに堆肥や飼料として利用することが奨励されるようになっている。
日本国内での作物残渣の焼却量は、都道府県が把握するデータからの算出では、稲（藁・籾殻）で1990年には1,019.5キロトン、2016年には295.4キロトン、麦類の焼却割合は2007年度には13.5%、2016年度には7.7%である。2012年の第181回国会での内閣答弁書によれば、2010年度産の稲由来の焼却された稲藁の重量割合は、各都道府県からの集計で1.8%である。地域の取り組みによっても違いがあり、例えば米の最多産地（2018年時点）である新潟県では、1993年には独自の指導要綱を制定するなど作物残渣の適正処理を積極的に推進し、稲藁の焼却割合（対作付面積）は、1995年度には6.9%（9,451ヘクタール）、2017年度には0.0%（36ヘクタール）となっている。青森県では2010年に稲藁の適正処理を推進する条例を制定し、作付面積の1%まで野焼きが減少したが、一部地域では根強く残る。
法規制による野焼きの禁止化の影響で、東京都内西部の住宅地の植木農家の堆肥にカブトムシの幼虫が大量に発生し、住宅地の庭木として近年利用されるようになったシマトネリコに成虫が集結するという、新たなカブトムシの幼虫・成虫のサイクルが形成されている。2023年8月13日放送分の『ダーウィンが来た!』でもこのことについて取り上げられた。

##### 凍霜害予防のための野焼き
果樹や茶等の栽培では、冬期に凍霜害対策として野焼き(焚き火)を行うことがある。燻煙法(籾殻や濡らした稲わらなどを焼いて園内を燻煙する)、燃焼法(灯油や剪定枝などを燃やして昇温する)など野焼きによる方法はばい煙を発生し大気を汚染するため煙害の原因となるが、廃棄物処理法で例外的に許可されている(古タイヤやビニール資材などを燃やすことは禁じられている)。大型の送風ファン(防霜ファン)を使って空気をかき混ぜる方法もあるが、導入コストが大きいため、余裕のない農家や小規模農家はそれ以外の方法、つまり野焼きを行う。国は果樹経営支援対策事業を通じて防霜ファン導入を支援している。。

#### 宗教行事の野焼き

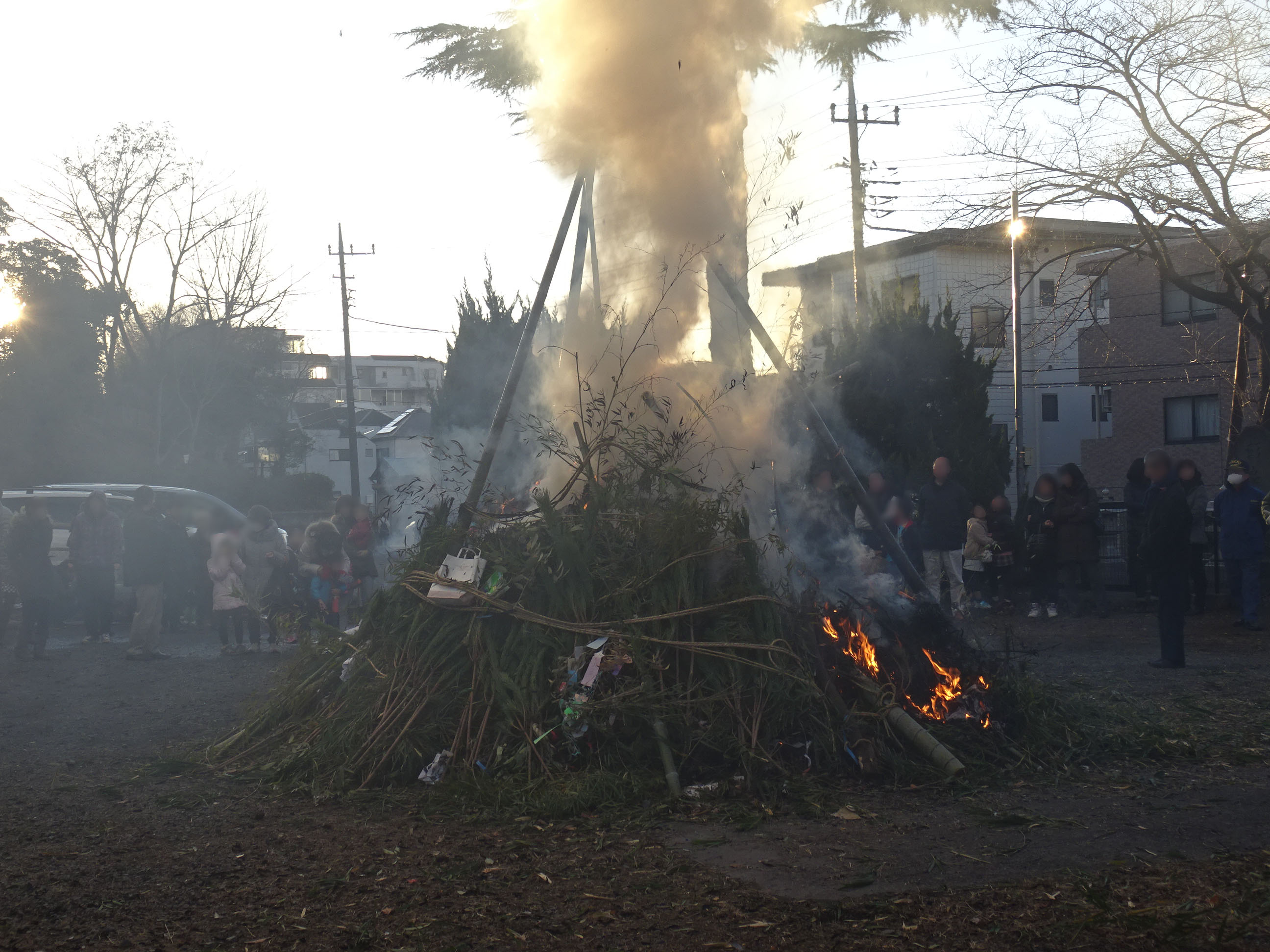
どんど焼き

木材を組み上げてどんどを作りだるまを燃やすどんど焼きなどの火祭りの行事や、寺社のお焚き上げなど、宗教、習俗の一環として焼却を行うものがある。これら宗教行事としての野焼きは廃棄物処理法による規制において例外規定として扱われているが、実際に焼却するかは寺社の裁量に任されている。近年はゴミを持ち込まれる、近隣住民からの苦情がくる、消防の指導が入るなどトラブルも起きており、そうした風潮を踏まえ、自主的にお焚き上げを取りやめて、しめ縄なども自治体のゴミ回収に出すように通知している寺社もあるという。

#### その他ごみの野焼き

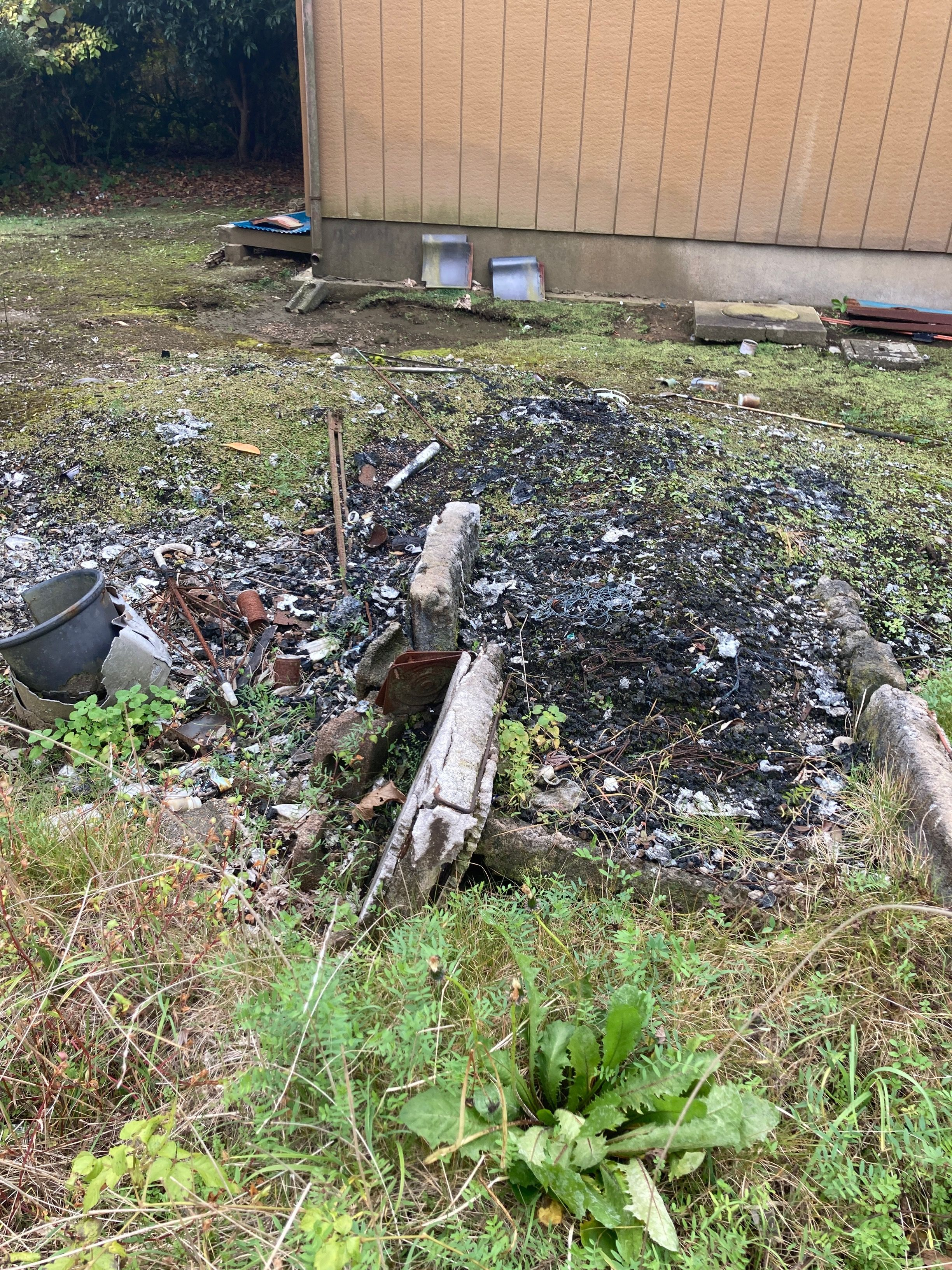
庭で行われたゴミの野焼き跡

家庭ごみ、粗大ごみ、落ち葉、剪定枝、刈草、ダンボール、資材、木材、産業廃棄物などの雑多なごみを廃棄物処理法に従わずに焼却処分することを指す。そのまま地面に積み上げて、穴を掘りそのなかに投棄して、ドラム缶や焼却炉といったものを使用して、それぞれ焼却する 。
日本では近代化以降、戦後まで適切な焼却施設が普及していなかったためごみの野焼きが常態化していたが、ごみ問題の深刻化を受けて1963年の生活環境施設整備緊急措置法で焼却施設の整備方針が定められ、2000年の廃棄物処理法改正でごみの野焼きが全般的に原則禁止された。ごみの野焼きは、煙害・火災などの問題に加え、特にダイオキシン類に代表される有害物質の発生が問題とされる。
農業分野では、事業系一般廃棄物にあたる作物残渣の野焼きが焼却禁止の例外に含まれているが、これは軽微かつやむを得ない場合の特例であり、原則的にごみの野焼きは禁止されている（詳しくは#法規制を参照）。特に産業廃棄物に指定される廃ビニールなど廃プラスチック類は少量でも汚染が深刻であり、災害非常時でも野焼きしてはならないものとされている。農業におけるこうしたごみの野焼きは、大気汚染や土壌汚染のほか、農業用水の汚染が懸念される場合もある。
環境省の「産業廃棄物行政組織等調査報告書」によれば、日本国内の産業廃棄物の野焼きは1990年代後半から大幅に減少し、廃プラスチック類の野焼きの量は1996年度には3,446トン、2015年度には19トン、木くずの野焼きの量は1996年度には59,916トン、2015年度には831トンである。警察庁の「警察白書」ほか統計によれば、廃棄物処理法の焼却禁止違反（不法焼却）による検挙件数は、2018年には2,802件（うち2千件以上が一般廃棄物事犯）であり、同法違反による検挙全体の約51%を占める。

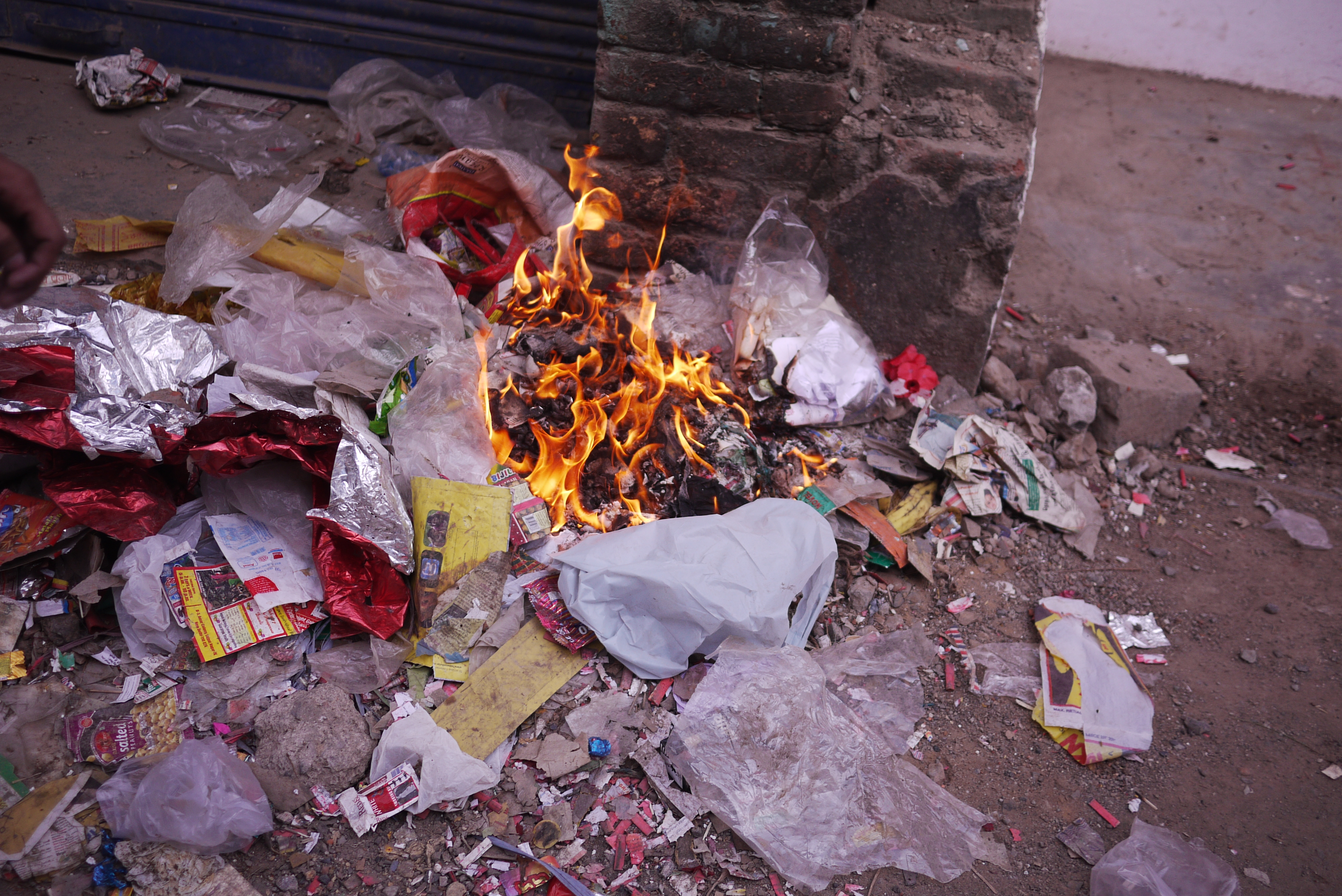
ゴミの野焼き
ダイオキシンの化学式。野焼きにより発生し、空気中に拡散する

#### 野焼きが行われる理由

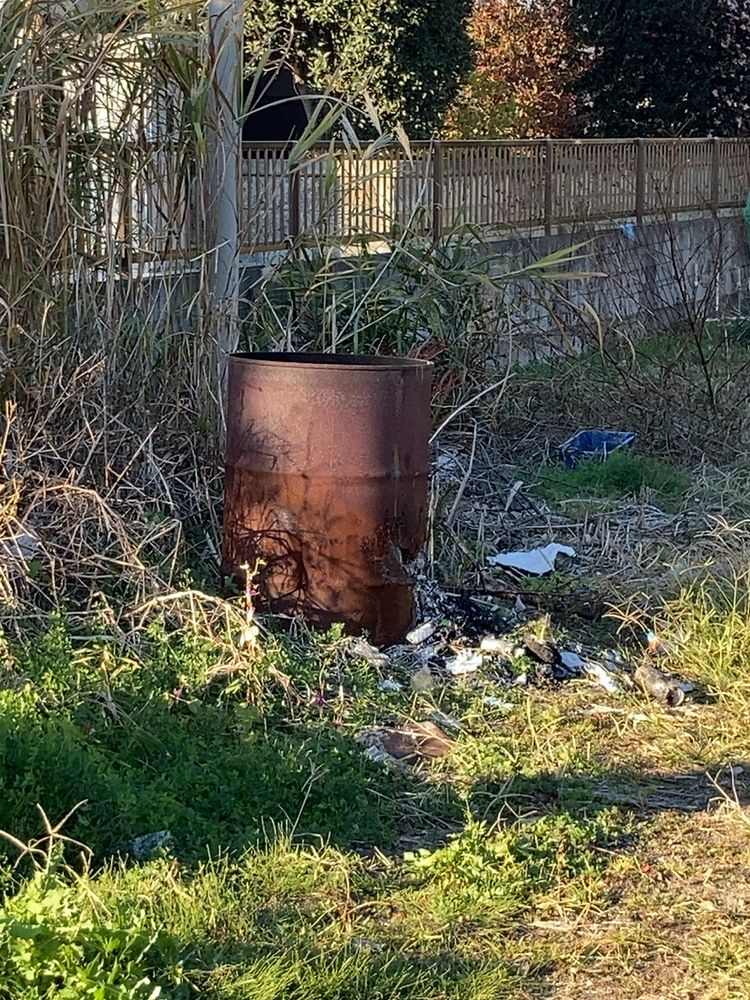
住宅の庭に置かれたドラム缶。ごみが燃やされ、掻き出された灰やクズが見える

公害等調整委員会による知見および行為者への取材によると、
- 手っ取り早いから
- みんなもやっているから
- 機械を使わなくてすむから
- 野焼き以外の方法だとコスト（お金）がかかるから

などという理由で野焼き行為を行っており、また、野焼きをする者には高齢者が多く、「昔からやっているのに何が悪い」などと主張するという。野焼き全体の内訳としては大阪府八尾市においては全体の5割が、兵庫県三田市では全体の約7割が農家による野焼きであった。行政側の事情としては廃棄物処理法の例外規定に「農業を営むためにやむをえない理由での廃棄物の焼却は例外」との旨の文があるため、取締には限界があるとしている  。
また、野焼きの有害性や違法であるという認識が人々に浸透していないために、町内会の行事（地域美化活動）として野焼きが行われたり 、取り締まる側であるはずの公務員（自治体職員、警察官、消防士、議員）によって野焼きが行われるケースも散見される 。
刑事事件として扱われた事例では、和歌山県湯浅町役場の男性課長が公文書115キロをドラム缶で野焼きし火災を発生させ、さらにそれらを隠蔽しようとしたが追及され、明るみに出たものがある。

課長は廃棄物処理法違反罪で罰金40万円の略式命令、課長を手伝った男性係長は厳重注意の処分が下された 。
その他、兵庫県警の警官が淡路市で竹7.7トンを野焼きし、書類送検および減給処分、千葉県匝瑳市の市職員が解体した物置や不要な布団を野焼きし、書類送検された後、市によって懲戒処分、奈良市の消防士長が刈草を野焼きして近くの倉庫を全焼させ、失火の疑いで捜査を受けたなどがある。
自治体による監督能力がないために防げなかった野焼き（不法焼却）、不法投棄事件として豊島事件がある。

香川県豊島で、違法業者によって1975年（昭和50年）から1990年（平成2年）12月までの約16年間もの間、総計90万トンにもおよぶ産業廃棄物の不法投棄および野焼きが県の「黙認」のもと公然と行われていた事件。激烈な公害、環境汚染が生じ、2023年（令和5年）にようやく事後処理が完了した。この事件がきっかけで廃棄物処理がより厳格化された。 

#### 周囲への被害

##### 市民からの苦情
総務省の「平成30年度公害苦情調査」によれば、野焼きは日本国内で最も多い公害苦情の発生原因であり、全体の18.3%（12,243件）を占める。
苦情内容としては、
- 煙で運転中の視界が遮られる
- 洗濯物に臭いがつく
- 窓が開けられない
- 体調の悪い人がいる
- 子供にぜん息が出た

などが寄せられている。

##### 公害

###### 大気汚染
日本国内における微小粒子状物質（PM2.5）の汚染は中国などからの越境汚染が大きく寄与していたが、2018年の時点ですでにそれらの影響は小さくなっており、むしろ相対的に国内の野焼きが大きな発生源であると認識されている。野焼きはPM2.5を発生させるにもかかわらず、廃棄物処理法の特別な例外となっており野放し状態となっている。
2015年から環境省のPM2.5政策パッケージにおいて排出抑制が検討されるようになった。環境省は、野焼きが地域のPM2.5濃度に与える影響が高まりやすい気象条件として、弱風や、秋から冬にかけて晴れた日の夜間に形成されやすい逆転層、高湿度を挙げ、こうした条件での野焼きをしないよう求めている。また含水率の高い(未乾燥の)作物残渣はPM2.5の排出量を増加させる。
環境省の「PM2.5等大気汚染物質排出インベントリ」によれば、2015年度の作物残渣の野焼きによるPM2.5一次粒子の推計排出量は約1万3千トンであり、国内排出全体（約12万トン）の約1割を占める。またその他の大気汚染物質として、揮発性有機化合物約1万1千トン、硫黄酸化物約1,300トン、窒素酸化物約8千トン、アンモニア約3,500トン、一酸化炭素約12万トンの年間排出量が推計される（2012年度データ）。

###### 悪臭
環境省の悪臭に関する全国調査では、最も多かったのが野外焼却(野焼き)であり3,223 件（全体の 25.6%）となっている(平成30年度)。2017年の神奈川県横浜市では悪臭苦情の6割が、2018年の福井県では大気汚染苦情の8割、悪臭苦情の6割が野焼きによるものだった。

##### 事件、事故

###### 火災
総務省消防庁の「平成30年（1～12月）における火災の状況（確定値）」によれば、火入れは日本国内で6番目の（たばこ、たき火、こんろ、放火、放火の疑いに次ぐ）火災原因であり、全体の4.9%（1,856件、死者18名）を占める。林野火災においては、たき火に次ぐ2番目の原因であり、全体の18.9%（258件）を占める。また、野焼きの火が下草に延焼し、人が炎に巻かれ死亡する事故が度々発生しており、年間死者数としては建物火災を上回る死者を出している地域もある。
また、野焼き(火入れ)は山火事を引き起こす原因となっている。平成27年～令和元年の調査では焚き火に次ぐ2位に入っており、国や地方自治体が警告のアナウンスを出している。

###### 交通事故
野焼きによる大量の煙は車の視界を遮り交通事故を誘発する。岩手県で野焼きの煙が原因で女児が死亡する交通事故が発生し、当該野焼きを行っていた男性は道路法違反で書類送検された。
野焼きが制御不能になり電車の線路付近へと延焼し、運転見合わせに至る例もある。

#### 裁判
野焼きの火が工務店に延焼し、1500万円の損害賠償請求訴訟が起こされたケースがある。

#### 法規制

##### 関連法規

###### 森林法
森林法により、森林やその1キロメートル以内の土地で野焼き（法律用語では「火入れ」）を行う場合はその所在地の市町村長の許可を得なければならない。森林法で規制される火入れとは、土地の利用を目的とした面的な焼却をいうが、焼却物を複数箇所に収集しての「寄せ焼き」や、筋状に収集しての「筋焼き」も実質的に火入れとみなされる。

###### 消防法
また、消防法に基づいて地方公共団体が定める火災予防条例により、通例は「火災とまぎらわしい煙又は火炎を発するおそれのある行為」として消防機関への届出をしなければならない。火災警報発令中は同条例の制限に従う必要があり（法22条）、その他火災予防上必要な時には禁止命令などが出される場合もある（法3条）。

###### 廃棄物処理法
廃棄物処理法では野外焼却は原則禁止とされるが、以下の例外規定が設定されている。
- 国又は地方公共団体がその施設の管理を行うために必要な廃棄物の焼却
- 震災、風水害、火災、凍霜害その他の災害の予防、応急対策又は復旧のために必要な廃棄物の焼却
- 風俗慣習上又は宗教上の行事を行うために必要な廃棄物の焼却
- 農業、林業、漁業を営むためにやむを得ないものとして行われる廃棄物の焼却
- たき火、その他日常生活を営む上で通常行われる廃棄物の焼却であって、軽微なもの

このため実際の取り締まりにおいては自治体の判断に委ねられている部分が大きく、自治体では条例によって独自に規制を行っているが、強制力は限られるために根絶できていない(#野焼きが行われる理由)。
直罰規定（行為を罰する規定）と間接罰規定（命令違反を罰する規定）の2段階で規制される。
- 直罰規定：廃掃法では、原則的に法定基準外の焼却は不法焼却として処罰の対象となるが、例外として「農業、林業又は漁業を営むためにやむを得ないものとして行われる廃棄物の焼却」や「震災、風水害、火災、凍霜害その他の災害の予防、応急対策又は復旧のために必要な廃棄物の焼却」にあたる野焼きは罰則になじまない行為として除外される（法16条の2、施行令14条）。例外にあたるには、周辺の生活環境への影響が軽微であることが要件とされるが、具体的な線引きはない[133]。「やむを得ない」の要件も、個別具体的な事情で判断されるが、煙害を伴うため他の方法より公益上有効であることが求められることがある[73]。判例上の「やむを得ない」の判断基準には揺れがあるが、一般的には、市町村による収集など通常の処理がなじまない状況における、発生場所での焼却であり、周辺に生活環境保全上の支障を生じる恐れが少なく、社会慣習上許容される程度のものが想定される[134]。廃ビニール[87]や家庭ごみ[135]の野焼きは不法焼却にあたる。家庭菜園やレジャー農園はここでの農林業に含まれず、造園業や植木屋などの園芸サービス業は条例により明文的に規制されることがある。
- 間接罰規定：焼却禁止の例外にあたる野焼きも、法定基準外の焼却であるため、生活環境保全上の支障を生じうる行為として、措置命令（法19条の4）などの対象となり、命令違反は処罰の対象となる[136][137][87][138]。ここでの「生活環境」とは環境基本法での定義に準じて「社会通念に従って一般的に理解される生活環境」などをいい、措置命令の発出は「高度の蓋然性や切迫性までは要求されておらず、通常人をして支障の生ずるおそれがあると思わせるに相当な状態をもって足りる」とされる[139]。
- 罰則：平成以降、不法焼却の厳罰化が進められており[140]、未遂罪[141]（点火など[142]）や、目的罪（収集・運搬）[143]も定められる。不法焼却（未遂を含む）や措置命令違反の罰則は、5年以下の懲役もしくは1000万円以下の罰金またはその両方であり[144]、不法焼却に法人がかかわる場合は3億円以下の罰金が法人に併せて科される[145]。不法焼却の目的罪の罰則は、3年以下の懲役もしくは300万円以下の罰金またはその両方であり[143]、法人がかかわる場合は300万円以下の罰金が法人に併せて科される[145]。

##### 簡易焼却炉の使用禁止

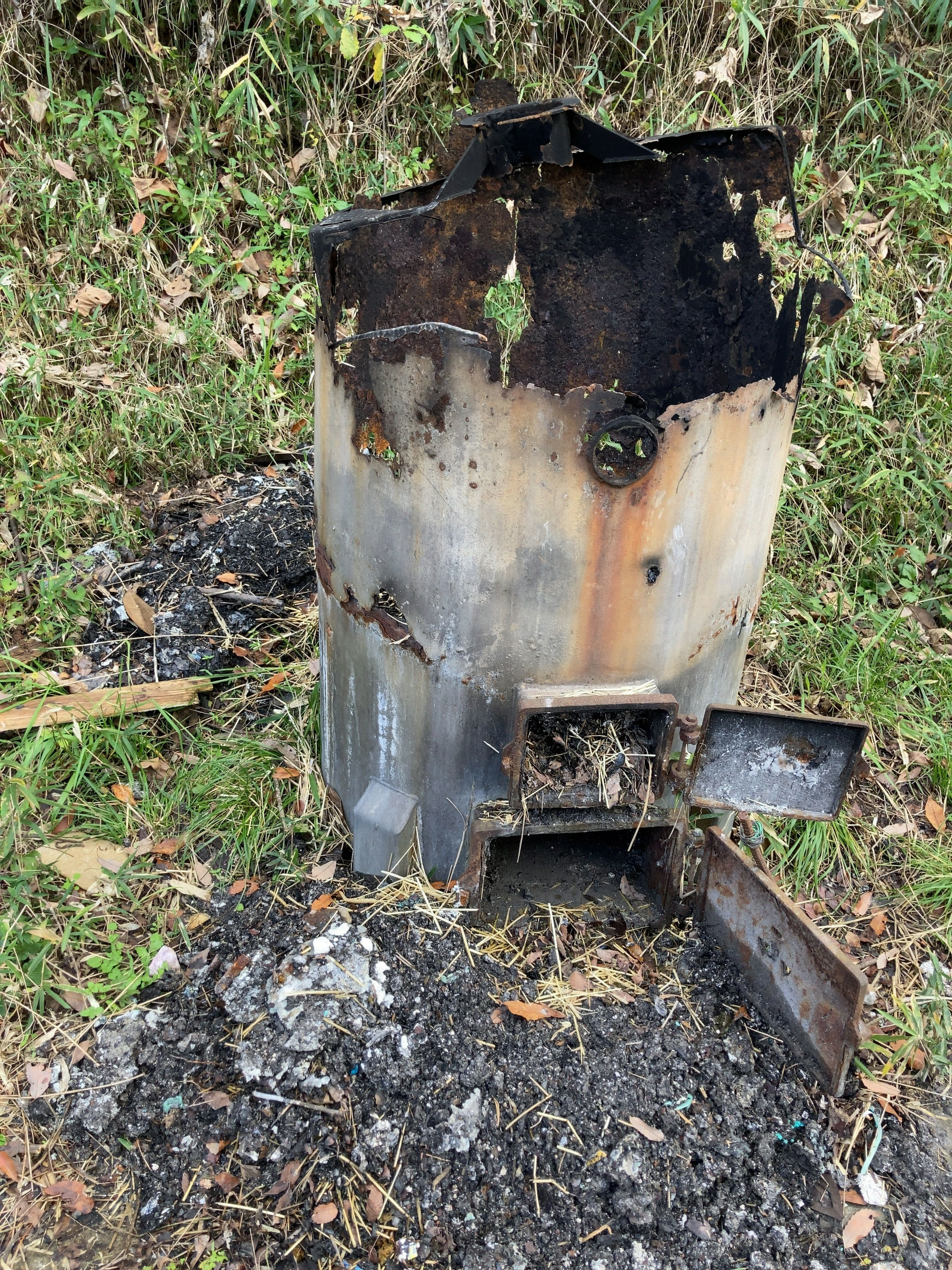
ゴミの野焼きに使われた簡易焼却炉。整備されておらずボロボロになっている

基準に満たない焼却炉の使用は禁止されている（野焼きと同等とみなされる）。基準適合のためには、燃焼温度(800度以上)や温度計の設置など、燃焼条件の制御が十分に可能でなければならない。
- 屋内設置する暖炉・風呂釜・調理炉・薪ストーブなどは規制外である。しかし、燃焼後の煙・ガス・微粒子が屋外・近隣へ排出されることは野焼きと同様であり、完全燃焼しなかった場合には（乾燥不完全の木材などを燃やすなど）、害が大きい。

##### 刑事事件
佐賀県の産廃業者がビニール袋を野焼きし、廃棄物処理法違反の罰金刑が確定、あわせて産業廃棄物収集運搬業許可が取り消された。

#### 行政および団体の対応

##### 国
- 環境省

毎年12月を大気汚染防止推進月間と定めて各種提案を行っている。そのうち1つで野焼きをしないよう求めており、またTwitterの環境省公式アカウントにおいても、野焼き防止の啓発ツイートを行うなどしている。また、野焼きの取り締まりに関しては廃棄物処理法における焼却処理の「やむを得ない」の解釈についての通知を各自治体向けに発行している。
- 農林水産省

稲わらに関しては飼料などに有効活用するための買い取り、販売事業の斡旋を行っている一方、籾殻に関しては子供相談室のコーナーで、「籾殻は野焼きしてから田んぼに撒くと良い」、などと回答している

##### 地方自治体

###### 課題
- 公害苦情の不適切な扱い

総務省の公害等調整委員会から地方自治体の野焼き取り締まりに対しては、「野焼きの苦情を公害苦情調査の受付に数えていないところがある」「自治体内で野焼きの担当が複数部署にまたがっていて、正確な苦情件数、内容の把握ができていない」といった指摘がなされている。例として兵庫県三田市では、野焼きは公害苦情としてカウントせず処理していた(平成30年、オンブズパーソンとの対立の末、野焼きを公害苦情としてカウントするようになった)。
- 計測の不正

各自治体は空気中のPM2.5等の汚染物質濃度の計測を行っているが、環境省が各自治体に対し野焼き行為についてのアンケートを行ったところ、野焼き等で数値が急上昇した場合、それを欠測値として集計しないという慣例を行っていることが判明した。この結果を受け、環境省はこうした欠測処理を中止し、正確な測定を行うよう各自治体に対し通知を出している。

###### 行政サービスの拡充
- ゴミとして回収

多くの自治体では、剪定枝は所定のサイズに収まる場合は紐で縛ってゴミ捨て場に出すことで無料回収され、力を入れているところではパッカー車を導入し集中処分や個別回収も行っている。所定のサイズに収まらない大型のものは清掃工場に直接持ち込む形で受け付ける。
- 剪定枝、落ち葉専用ゴミ袋「グリーンバッグ」の導入

富山県砺波市で行われたところ好評を得て、初回生産20万枚はすぐに無くなり、40万枚追加発注された。
- 地域住民への教育、啓発

稲わら、籾殻のすき込み方法や、草刈りの方法を指導したり、「野焼きはダメ」「電気火災に注意」などの警告が書かれたチラシをラミネート加工したものを、役所や病院に配布するなど
- 野焼きの通報専用ダイヤルの設置

役所が開いていない土曜日、日曜日に受け付けるためのもの。現場で警察、消防と連携しながら、野焼きしている行為者に対しても対応している自治体もある。
- 職員によるパトロール

自治体職員、警察官、雇用されたシルバー人材などによる野焼きのパトロールを行い、見つけ次第現場で直接指導啓発を行う。しかし、農家による野焼きに対しては、廃棄物処理法の除外規定に当たるため対応が難しいのが現状という。
消防、警察と連携している自治体もある。八尾市では全体の半分を消防で受け付けており、現場に駆けつけた消防が直接指導している。

###### 各地の取り組み例
- 北海道

厚真では「あつま稲わら有効利用組合」を結成し、藁サイレージを作って牛用飼料として有効活用している。
- 新潟県

平成5年に「県稲わら等適正処理に関する指導要綱」を発表、推進している。これは稲刈り後に残る作物残渣である「稲わら」を、野焼きするのではなく細かくして土にすき込むというものである。県農産園芸課によれば平成14年には90%以上の農家がすき込みに移行することに成功、現在は県への野焼きに対する苦情はほとんど無くなった。また、山火事防止のために野焼き禁止運動も行われている。
- 青森県

「稲わらの有効利用の促進及び焼却防止に関する条例」を制定し、稲わらは水田にすき込むなどして有効利用に努めなければならないとされ、合わせて県職員による藁焼きパトロールを行っている。
- 富山県

射水市では平成23年から「もみ殻循環プロジェクト」を開始した。米の脱穀後に残る作物残渣である「もみ殻」を燃料として用いるものである。籾殻を温度管理しながら燃焼する専用の焼却法を策定し、さらに年間300トンの籾殻を焼却できる専用の焼却炉を開発、設置した。取り出した熱は冬場のイチゴ栽培用のビニールハウスの暖房、焼却灰は肥料にする。個人用の焼却炉の開発も進んでいる。廃棄物であるもみ殻が有効活用できるため、他市からの視察も多い。
砺波市では落ち葉やせん定枝の野焼き防止のため、行政による戸別回収サービスの実証実験を開始した。回収された廃棄物はごみ処理センター(清掃工場)へ運ばれる。また、屋敷林で出る枝を粉砕機でチップ化し堆肥にする取り組みが進められている。
- 兵庫県

三田市では野焼き対応を巡って取り締まり対象とする県警側と、容認姿勢を取る三田市側で対立が発生した。三田市オンブズパーソンは三田市に対し批判を展開、市長が謝罪するに至った 。三田市オンブズパーソンは稲わらなどの農業廃棄物は一般廃棄物相当であり、行政側が責任を持って回収し、清掃工場に持っていく仕組みを策定することを提案している。その後三田市は野焼きのガイドライン案を策定したが、農家による反対意見が寄せられ大幅に骨抜きされ、実質的に野焼きを推奨するような内容となった。そのガイドライン案をチェックした兵庫県環境整備課の職員は、三田市に対し野焼きを原則禁止とする内容に変更するよう求めている。最終的に三田市は案そのものを撤回することとなり、ガイドライン策定は頓挫した。その後は「都市近郊農業支援事業」を立ち上げ、調整していくとしている。
- 秋田県

以下のような包括的な対応を行っている。
- 独自の県公害防止条例を策定し、稲わら焼きを原則禁止
- 10月1日から11月10日の間は、稲わらだけでなく籾殻(含もみ殻くん炭の製造)等も含めた野焼きの全面禁止
- 「稲わら等焼却禁止重点地域」を定め、域内の全農家に「稲わら等焼却防止リーフレット」を配布
- パトロ－ルにより監視・指導を行う
- 稲わら等を焼却している行為者に対し、直ちに焼却を中止するよう指導、勧告を行い、従わない場合は氏名を公表する
- 大気中の浮遊粒子状物質を県内16箇所の測定局で常時監視し、野焼きによる大気汚染を観測したら「稲わらスモッグ注意報」を発令

- 佐賀県

県、JAにより麦わらの野焼きをやめ、すき込みを行うよう呼びかけている。
- 広島県

東広島市では年に約1300トンの剪定枝が排出されるという。地域からの依頼に応じ、剪定枝粉砕処理車を手配することでチップ化(資源化)支援を行っている。
- 茨城県

那珂市では野焼きによる大気の汚染は新型コロナウイルス感染症の有効な対策である換気の妨げになるとして行わないよう呼びかけているほか、下妻市では籾殻等を有効活用するようアナウンスされている。
- 岡山県

「晴れの国ブルースカイ事業」と題し、環境汚染の小さい農業への転換を推進している。岡山県は大気汚染に悩まされており、全国の環境基準達成率では平成29年、30年と連続で全国最下位であった(平成30年度の環境基準達成率はわずか38.1%)。そこから脱却し、住みやすい岡山県にすることを目標に「晴れの国ブルースカイ事業」を開始した。PM2.5の数値が毎年秋に急上昇するというデータがあり、原因である野焼きに対して次のような対策を実施するものである。
- 稲わら利用状況の把握
- 稲わら分解促進剤の購入への補助金
- 県、市、JAなど関係者で連携推進会議を開催し、情報交換
- 農家に対し、県レベルで全域に新聞広告、チラシ56000枚、ラジオ、講習会などを通じて野焼きの有害性や土作りのやり方を啓発

これら野焼き対策を徹底した結果、2020年度は2019年度と比較して野焼き面積を4割削減することに成功した。
- 埼玉県

焼却処理の代わりに稲わら、麦わらの早期すき込みを推奨し、「腐熟促進剤を散布してすき込み処理」を行った農家に対し補助金を設けている。また県内の大里農林振興センター管内ではベーラーを使って藁をロールベールラップサイロに加工し、牛の飼料として畜産農家が引き取っている。
- 神奈川県

茅ヶ崎市では剪定枝の予約収集、清掃工場持ち込みの2つを無料で行っている。
- 京都府

資源循環型農業への移行を推進しており、圃場すき込みなどを推奨している
- 鹿児島県

サトウキビの作物残渣であるハカマが野焼きされ、火災が頻発している。それを受け自治体からすき込みによる処理が推奨されている他、徳之島ではゴミの野焼きや不法投棄のために世界遺産の自然が脅かされている。
- 福岡県

福岡県柳川市では、市内の観光名所である「柳川の川下り」の観光客を載せた船が野焼きの煙に巻かれるなどの被害が出ており、観光客から通報される事態に発展している。市はこうした騒動が原因で観光地としてのイメージダウンや火災に繋がることを懸念しており、対策として「野外焼却の禁止」を伝える文書を各世帯に配布したり、広報誌などで注意喚起を行っているが、改善が見られないという。
- 山形県

山形県では水大気環境課が空気の保全活動に取り組んでおり、そうした取り組みの一つに野焼きをしないよう啓発する広報活動が挙げられている。
山形県はPM2.5濃度が全国中最も低く清浄で、2016年度から2019年度には4年連続で全国で最も好成績であった
。
- 熊本県

熊本県の空気は悪く、全国自治体での排出基準の達成率はワーストを争っているが、阿蘇の野焼きが「世界農業遺産」に認定されていることもあり、県の担当者は「野焼きの規制は考えていない」という。

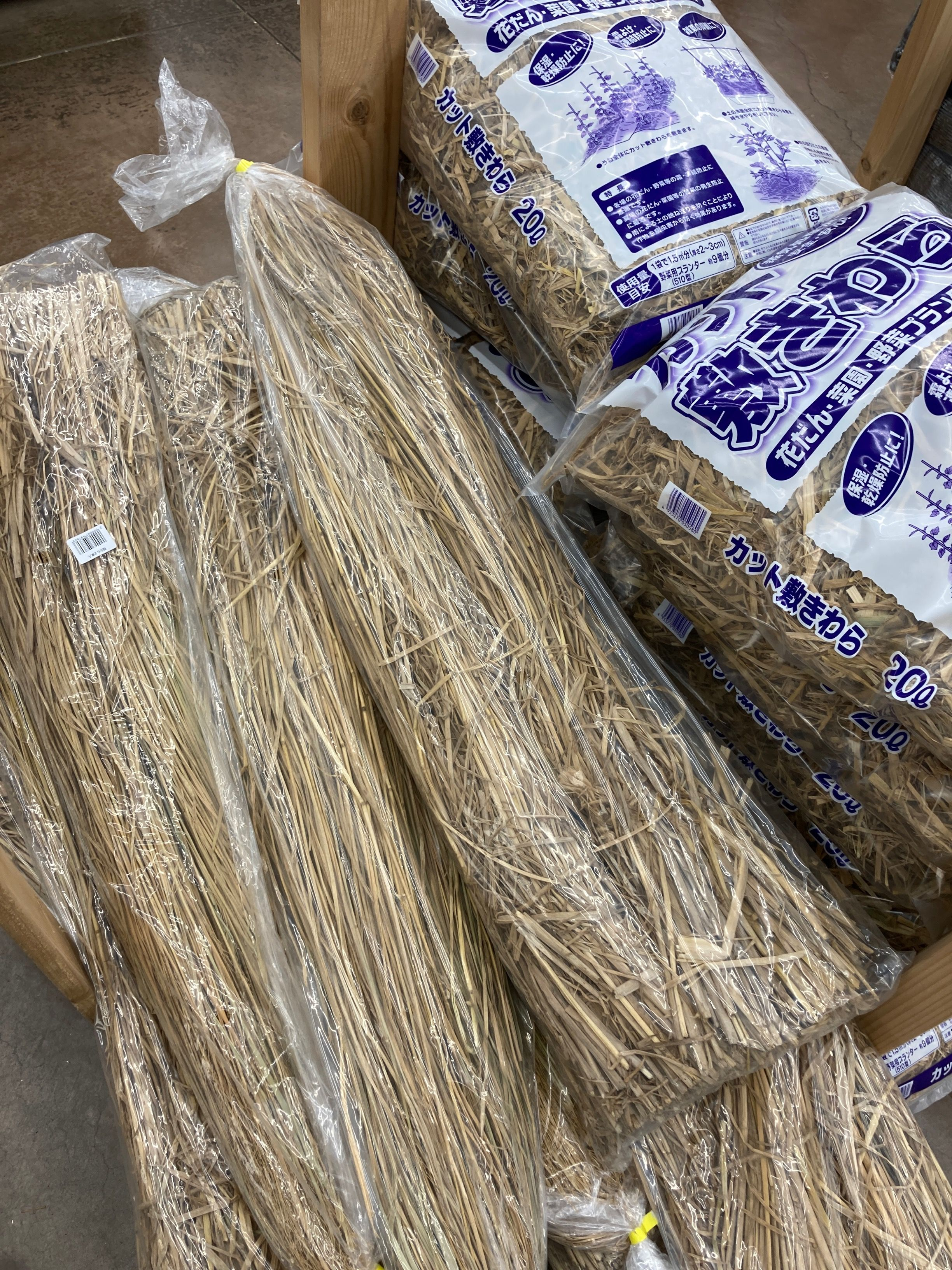
商品化された稲わら
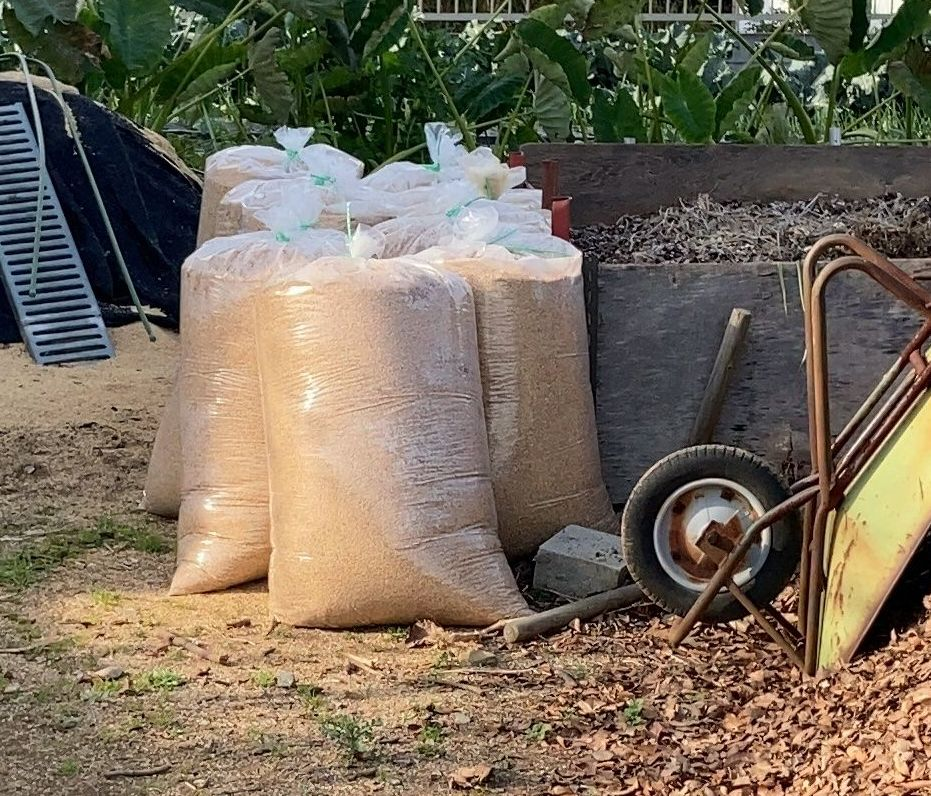
袋詰された籾殻

##### 農業団体
- JA

JAでは自治体と連携して、環境保全型、資源循環型農業につながるすき込み、堆肥化処理に移行するよう促している。また、米の消費拡大を狙ってNO RICE NO LIFE Projectを展開しているが、その中で稲作の野焼きがPM2.5の排出源となっていること触れ啓発している。
- 農民連(農民運動全国連合会)

農民連は「田畑で煙がたなびくのは農村の風物詩」であり、野焼きは農家の権利であるとしている。2010年、廃棄物を焼却していた農家を兵庫県警職員が咎めたところ、農民連と日本共産党の県議によって抗議が申し入れられた。その後、警察と市職員によって説明会が開かれたが、最終的に自治体側が屈し野焼き継続が認められた。

##### 住民自治(町内会)
町内会での清掃行事、害虫対策として、畦や河川敷などの草、落ち葉などを町内一斉芝焼き、町内一斉あぜ焼きなどと称して野焼きが行われているが、近年は苦情の増加や野焼きを助長してしまうこと、芝焼きに乗じて違法に家庭ゴミを燃やすモラルの低い人の増加、火災の危険、野焼きと害虫の発生に関連が確認できないなどの理由により一斉野焼きを中止するところや、落ち葉を袋に詰めてゴミ回収に出すようになっている自治会もある。

### 国外

#### アジア

##### インドネシア

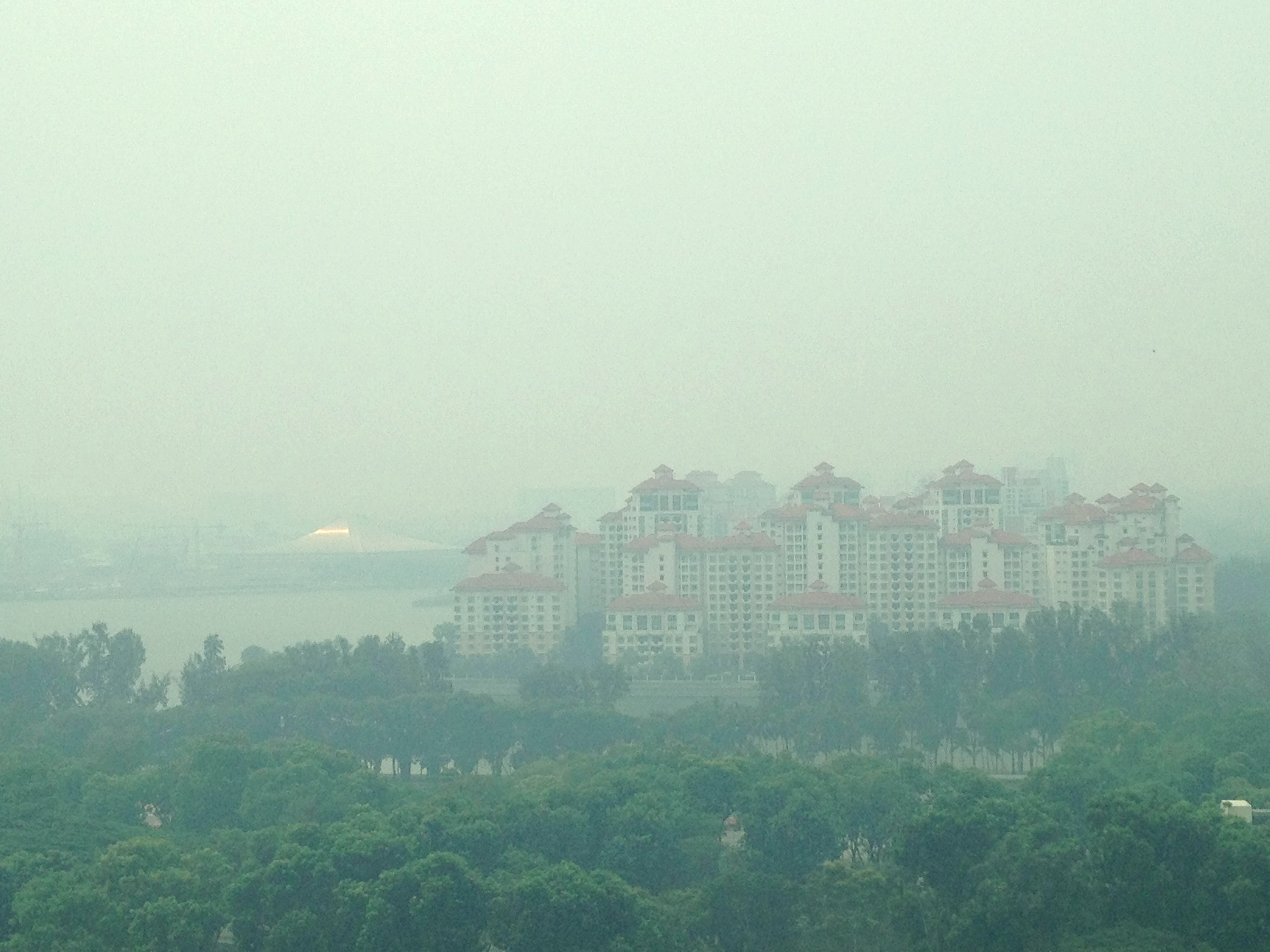
シンガポールに流れ込んだヘイズ

インドネシアでのプランテーションを目的とした違法野焼きが原因の森林火災・泥炭火災が例年発生しており、しばしば深刻な煙害や越境汚染となり社会問題となっている。インドネシアの野焼きの煙が周辺国に流れ込み、周辺国で大気汚染が生じて健康被害や休校が引き起こされており、特にシンガポールとマレーシアへの越境汚染は深刻な国際問題に発展している。
シンガポール、マレーシア、インドネシアの各首脳が大気汚染の責任の所在に関して口争いを繰り広げており、シンガポール当局者の「インドネシアの野焼きによってシンガポール人の健康が犠牲になっている」という発言に対し、インドネシア政府当局者が「シンガポールは子供じみた反応をするべきではない」と返す、シンガポール政府はシンガポール国民がインドネシアでの野焼きに関わる行為をした場合に罰金刑を科す越境煙害防止法律を定めるなど、あからさまに険悪な緊張関係となっている。
また、2021年にはインドネシア市民が政府に対し清浄な大気を求める訴訟を起こし、インドネシア大統領が敗訴するなど、インドネシア国内においても野焼きについての対立が激化している。
。
インドネシア製紙大手は野焼き予防、防止活動に取り組んでおり、消火するよりも予防を徹底した方が負担が少ないとして、野焼きを行わずに農地を整備できる大型機材の貸し出し、農民を雇い入れ火の管理を徹底させる、林業農家に教育を行い火を使わない農家に対し報奨を提供するなど多角的な防止策を導入している。
環境保護団体グリーンピースは、政府が焼き畑規制法を厳格に執行すべきだと指摘した。
健康面以外でも、煙害により国際会議の延期や観光客の敬遠、航空便の欠航、学校閉鎖など教育やビジネスへの悪影響が出ている。

##### カンボジア
野焼きによる大気汚染が悪化していたが、政府が野焼き禁止令を発し、その結果PM2.5等の汚染物質が低下傾向にある。。

##### タイ

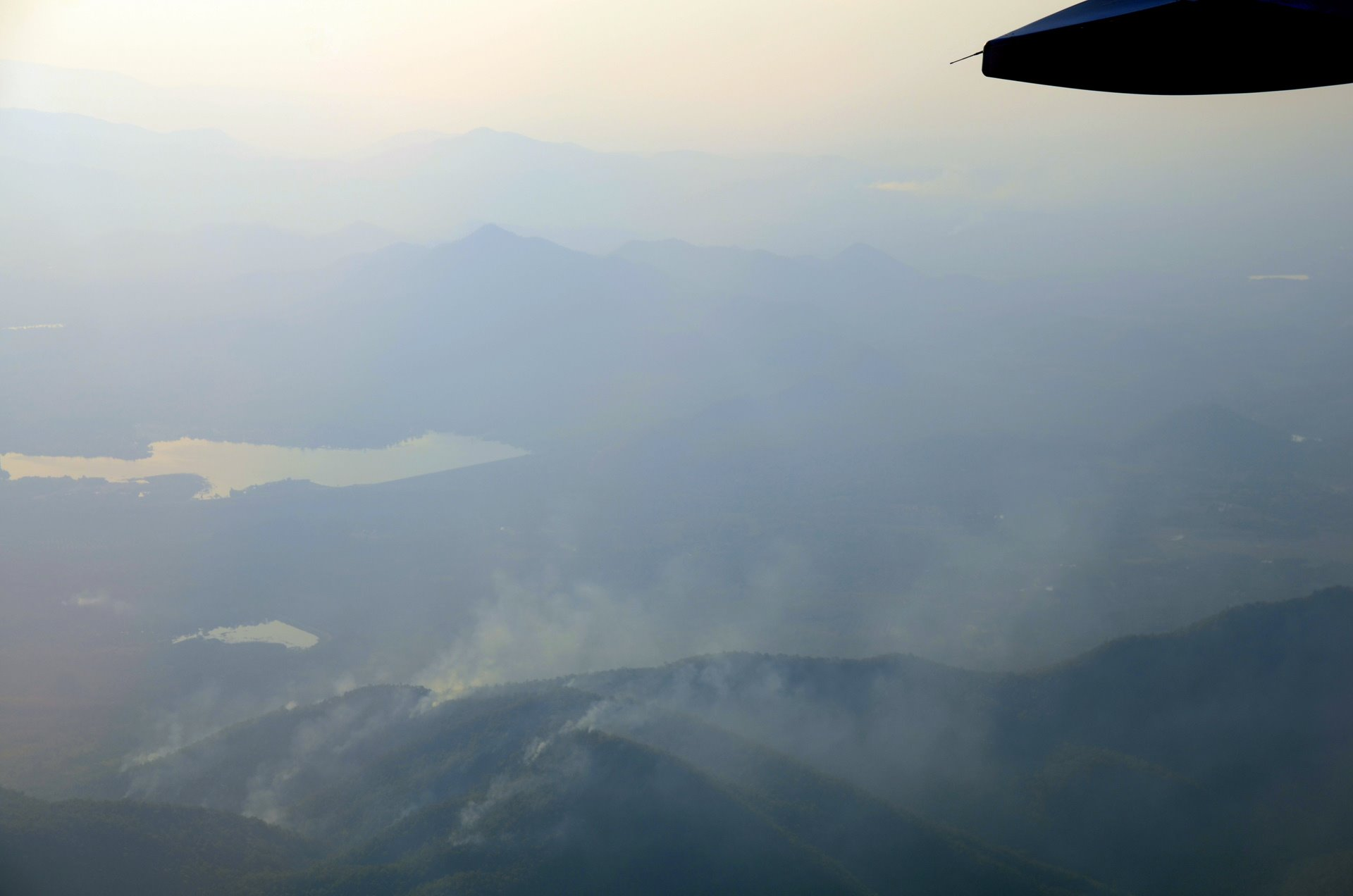
タイでの農家による野焼き。乾季になると農家は下草を燃やしキノコを採りやすくするために山に火を放つ

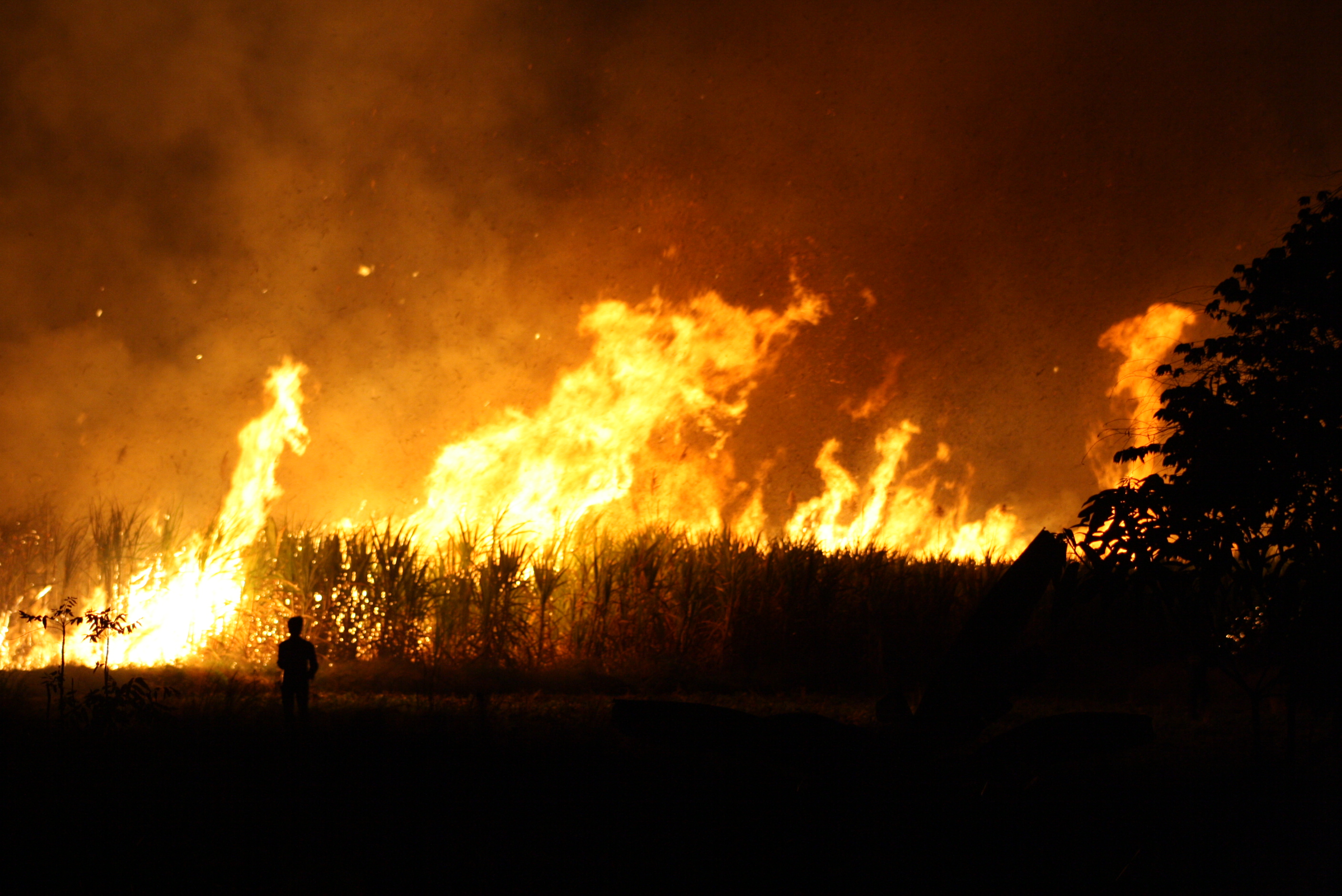
タイのサトウキビ畑の野焼き。収穫後に残る作物残渣である切り株や葉を焼却処分する

焼き畑による煙害により、国民の健康被害が深刻なレベルに達しており、タイ政府は国家規模で対策を打ち出すとしている。野焼きの多い地域を野焼き防止重点地域に指定し監視を強化、野焼きを行ったサトウキビ農家に対し補助金を停止する。また作物残渣のサトウキビ葉に対し、タイの製糖業界団体が買取事業を行い、自主規制に努めている。
タイ政府による野焼き規制強化を受け、それによりタイ国内での呼吸器疾患が減少したとの研究結果が日本の大学から報告されているが、根絶には至らずその後もチェンマイでは大気汚染度がインドのニューデリーを上回る世界最悪を記録し、呼吸器疾患患者が急増し病院があふれかえり、汚染を嫌った観光客が激減するなど多方面の被害が続いている。

##### ベトナム
ハノイの大気汚染は世界最悪レベルとなっており、外出の自粛やマスク着用の推奨など深刻な事態に陥っている。秋冬(乾季)に悪化することが多く、野焼きが主要な原因と見られており、稲わらの焼却および大量のばい煙を発生させる練炭の使用が禁止された。

##### インド

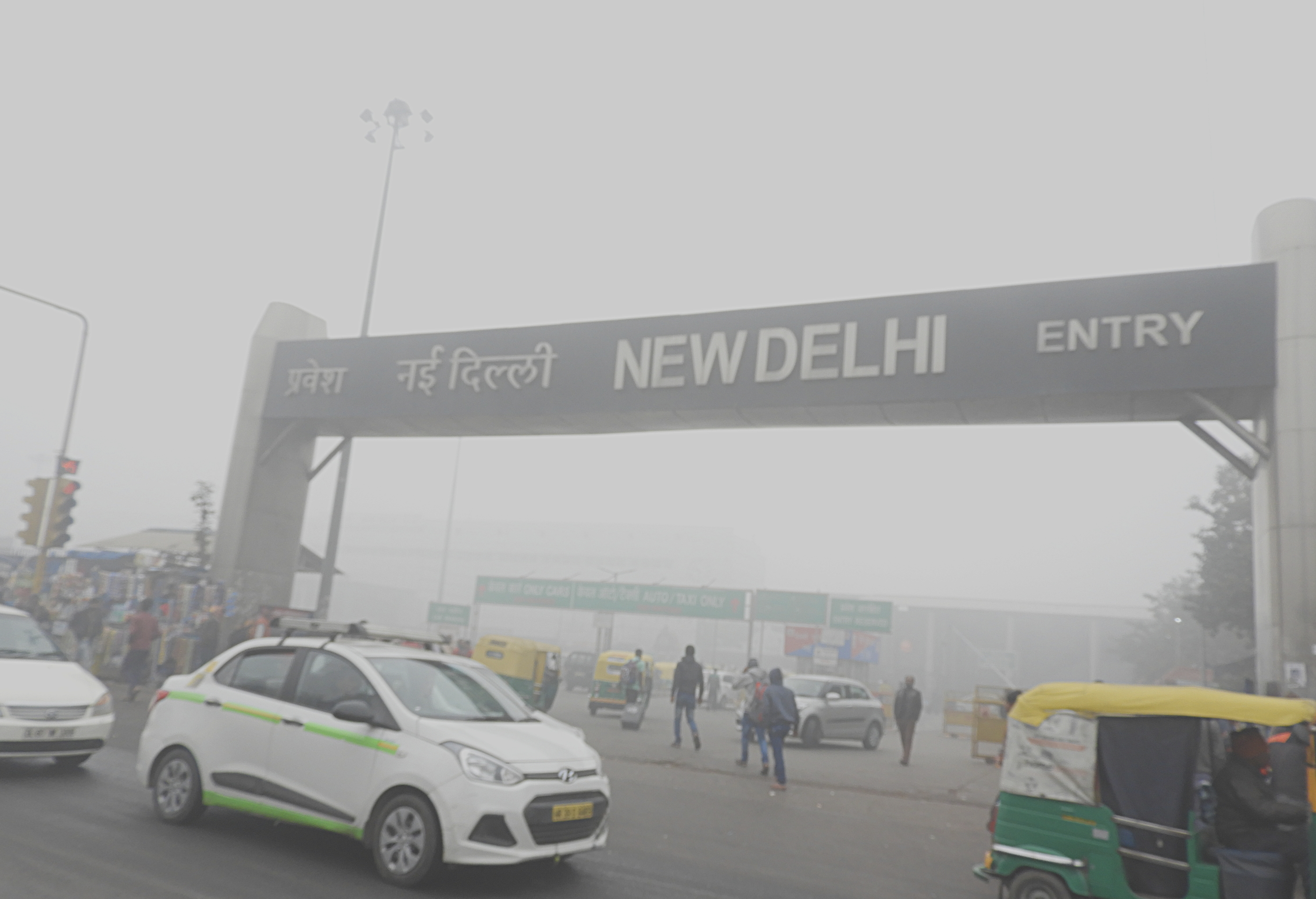
ニューデリーの大気汚染

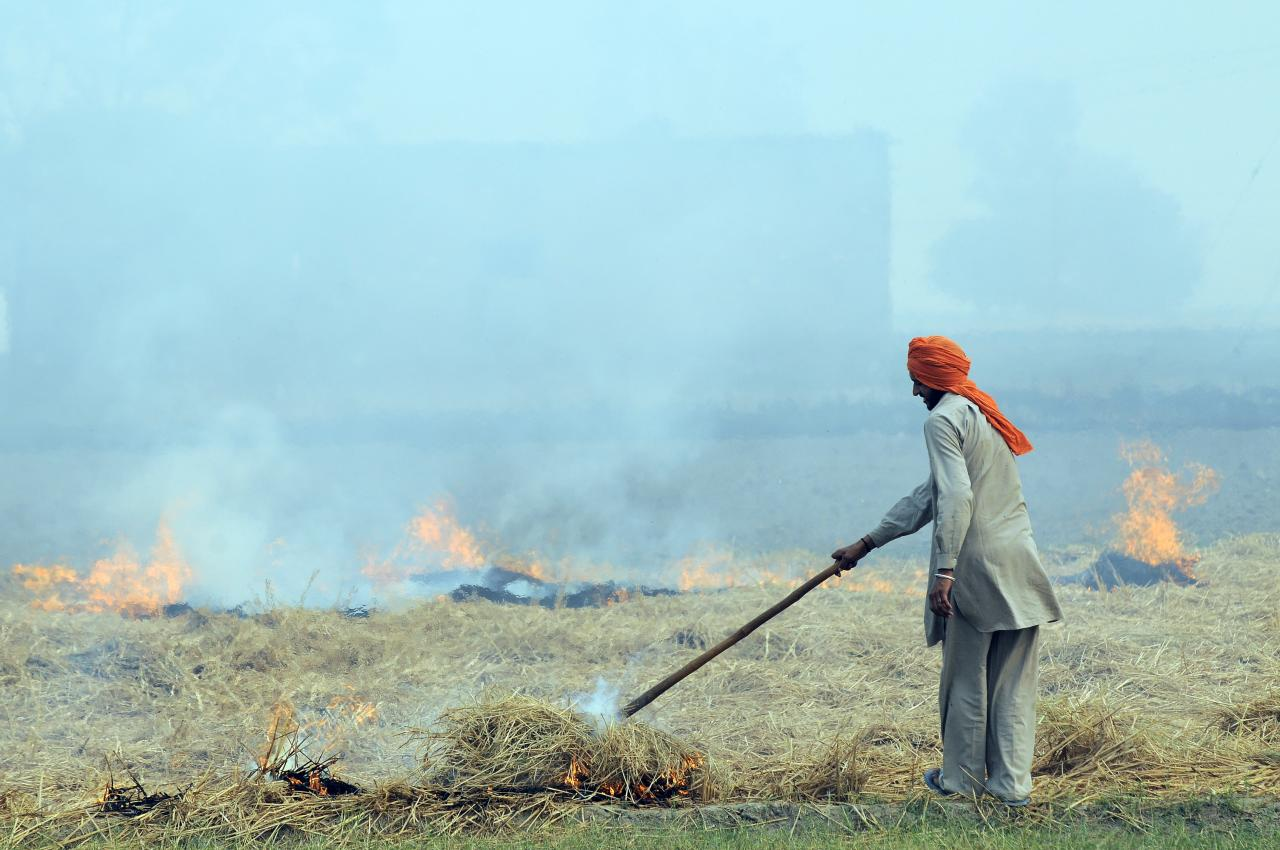
野焼きをする農家。稲の収穫後、すぐに麦を植えるための最も安価な整地方法として野焼きが行われる。インド

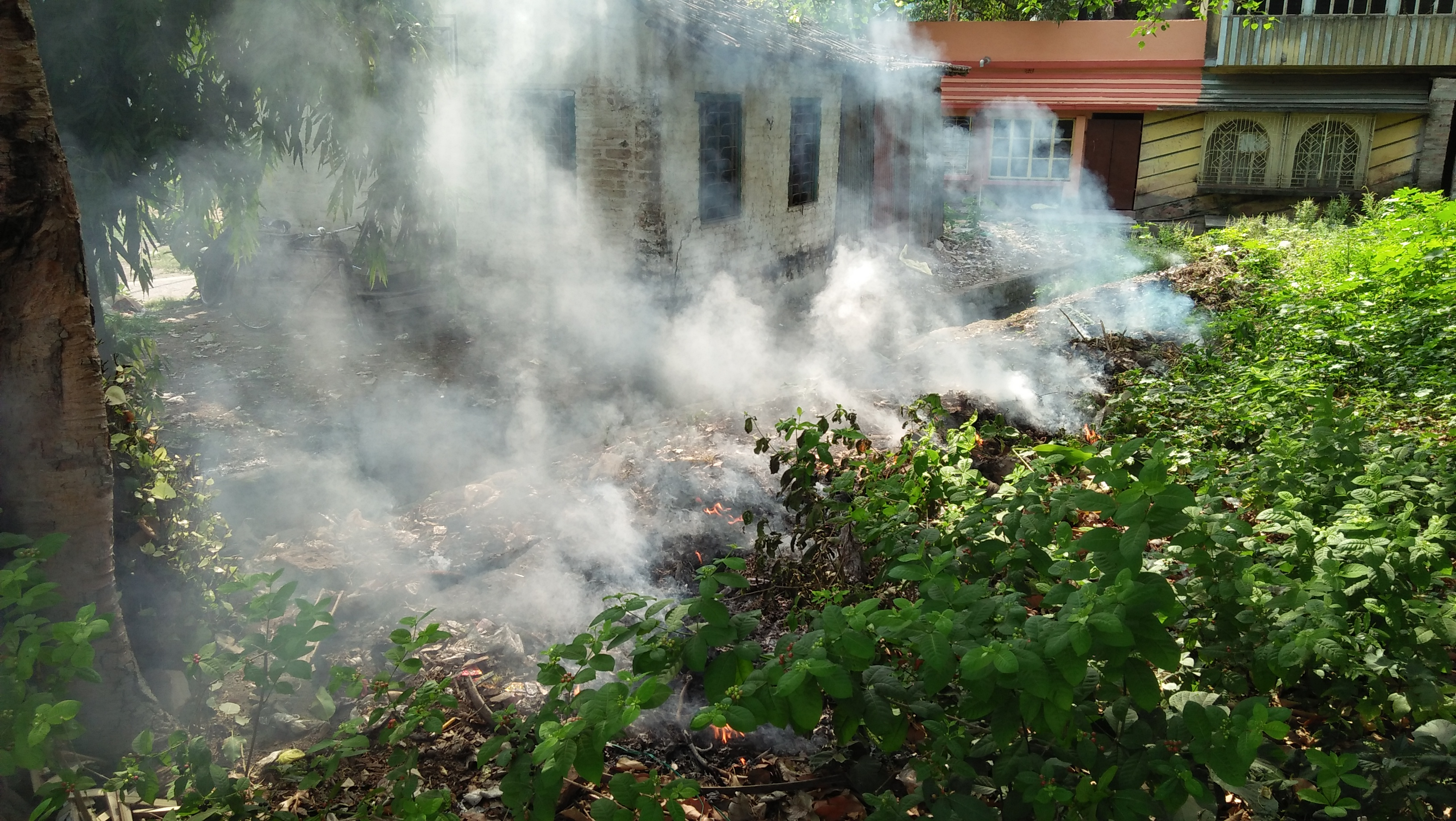
インド住宅地での雑草の野焼き

インドでは作物残渣の野焼きによる煙害が深刻である。ハーバード大学やNASAほかグループの研究によれば、季節によってはデリーの大気汚染の半分は農業の野焼きに起因するといわれる。国際食料政策研究所ほかグループの研究によれば、インド北部では作物残渣の野焼きが急性呼吸器感染症のリスクを3倍に高めており、その経済損失は5年間で約15億ドルと試算される。野焼きの背景には担い手不足と収穫の機械化があり、法律で規制されているが事実上遵守されていない。
対策のひとつとしてハッピー・シーダーと呼ばれる不耕起栽培での二毛作のための農機（刈り取りと同時に播種し藁マルチングをおこなう）がオーストラリア国際農業研究センターの事業計画のもと開発され、野焼きの抑制と地力・収益向上が図られている。また家具大手のイケアは、藁を製品材料にすることで野焼きを減らす「Better Air Now」という計画を2018年に発表し、インドで開始した。マサチューセッツ工科大学発のベンチャー企業タカチャールは、同大で開発された低酸素トレファクション (oxygen-lean torrefaction) 技術の応用により、外部エネルギーを利用せずに低公害で作物残渣を炭化・肥料化可能な、低コスト・移動式の炉を利用した作物残渣買い取り事業を展開し、この取り組みは2021年に第1回アースショット賞の大気浄化部門に選ばれた。
農家から藁を購入して、飼料や土壌改良剤に加工するビジネスも進行している

##### 中国

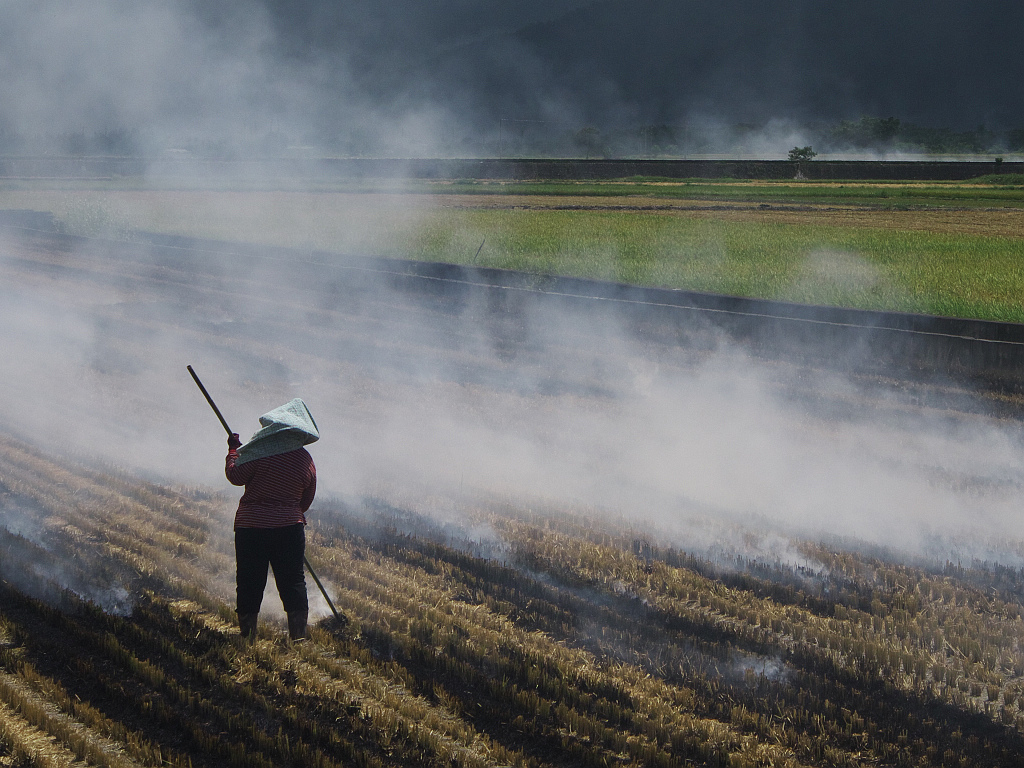
農家の野焼き(池上郷)

中国では地方政府により作物残渣の野焼きが禁止されている。かつては違法な野焼きで得られる草木灰肥料に依存する農家が多かったが、2008年から中央政府により作物残渣の有効利用が推進され、大きく改善した。

#### 中東

##### エジプト
毎年9月になり収穫期を迎えると、籾殻の野焼き(焼き畑)を行うため、黒い煙がカイロを覆い、深刻な被害を出している。籾殻の野焼きが違法になってからも、農家たちは処分コストを自分たちが負担しなくてすむという理由で人目につきにくい夜間に隠れて野焼きを行っている。汚染度はWHOの基準の10倍に達し、2007年には世界銀行はカイロの大気を世界最悪と位置づけた

。

##### レバノン
政府の腐敗により廃棄物が適正処分されず野焼き処理されており、その煙を日常的に吸い込んでいる近隣住民は慢性閉塞性肺疾患、喘息といった呼吸器疾患を訴えている。ヒューマン・ライツ・ウォッチが報告書を提出した
。

#### アフリカ

##### 赤道ギニア
2021年に赤道ギニアの最大都市バタにおいて、作物残渣の野焼きが延焼して軍施設の爆発物に引火・爆発し、少なくとも107人が死亡する事故が発生した。

#### 北米

##### アメリカ合衆国

野焼き(アメリカ)

アメリカ合衆国の制度では、連邦政府が定める大気浄化法の下、地方公共団体によって植生や植物残渣の野焼きが規制されている。地域により例えば、有償を含む許可制や、気象・大気汚染予測に基づく規制、公道・隣接地域との距離や時間帯などの条件が設けられている。
アメリカ疾病予防管理センター (CDC) は2020年、新型コロナウイルス感染症に際して、野焼きが公衆衛生上のリスクを悪化させ、また消防などの公共サービスを逼迫させることから、野焼きの禁止と堆肥化など適正処分の推進を勧奨した。同様の理由から、サウスカロライナ州やアイダホ州といった地域では野焼きが禁止された。

##### カナダ

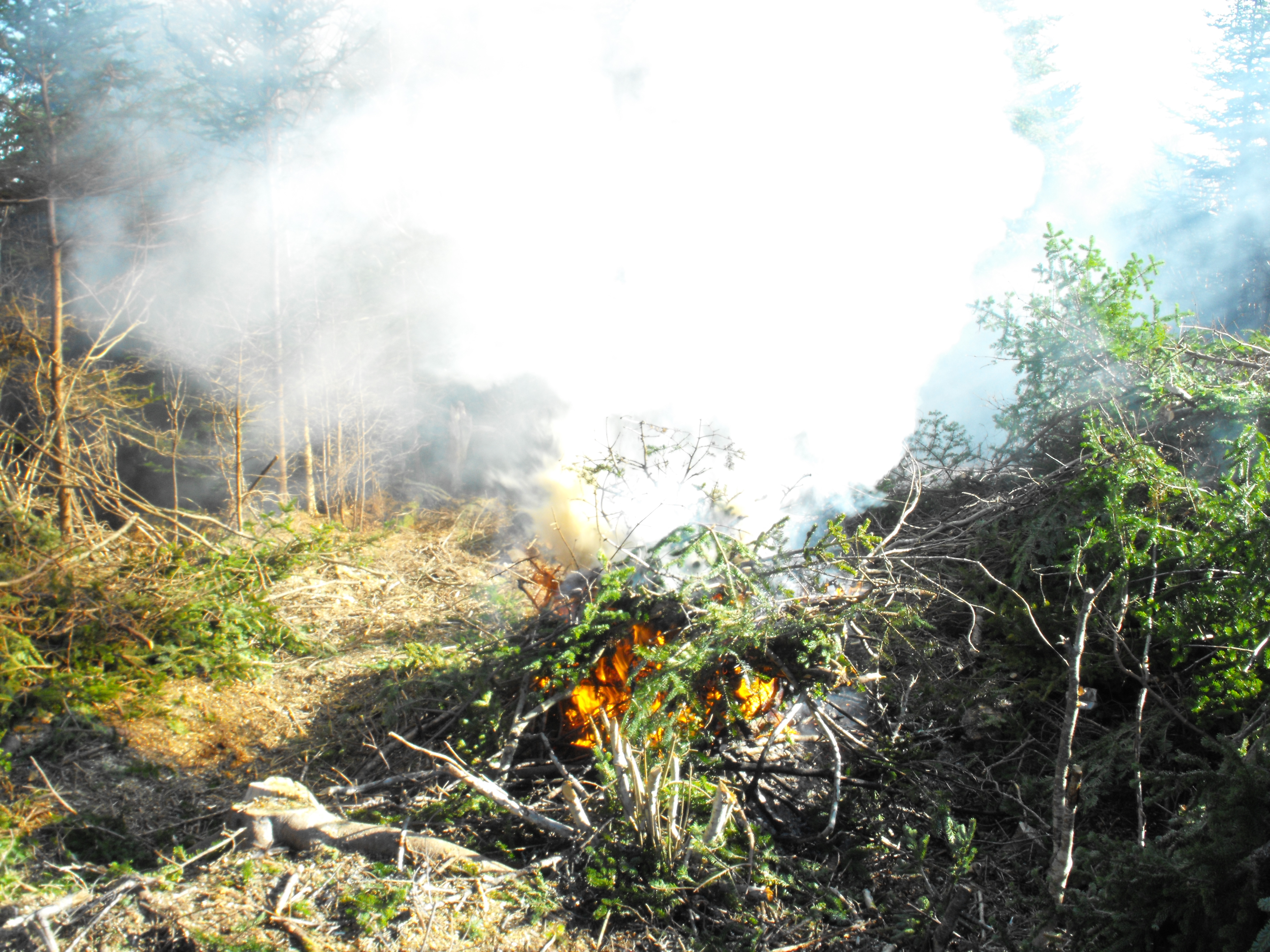
森林での枝打ち後の野焼き。カナダ

マニトバ州の法律では、夜間の作物残渣の野焼きを禁止し、日中は季節による規制期間や許可制を設けている。ブリティッシュコロンビア州は2020年に、大気質の悪化が新型コロナウイルス感染症の悪化につながることを鑑み、被害軽減策として野焼きやキャンプファイヤーを禁止した。

#### 南米

##### ブラジル

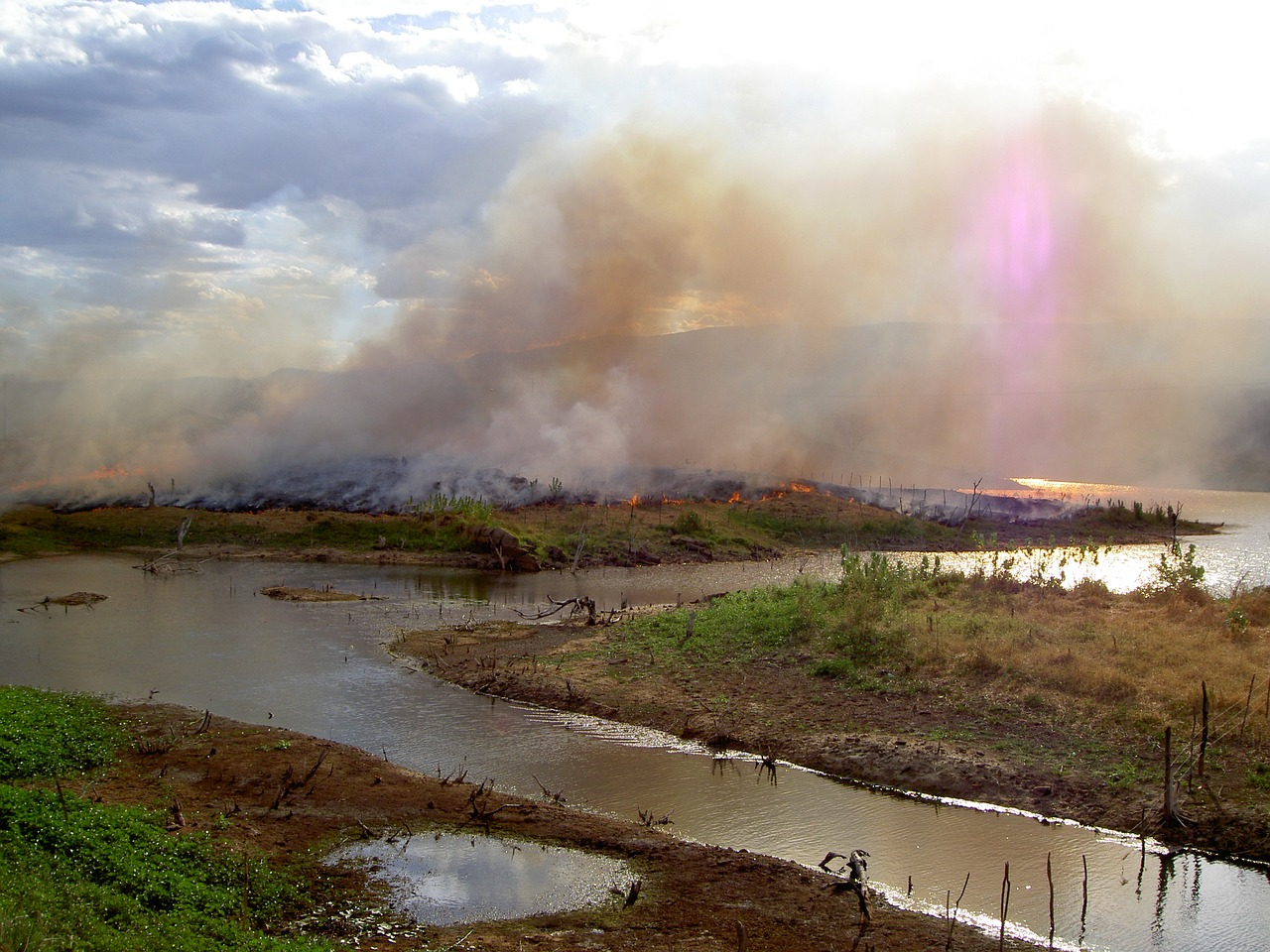
ブラジルの焼畑農業

ブラジルのアマゾン川流域では、開墾を目的とした野焼きが原因の森林火災が例年数万件発生しており、2019年には過去最多となり国際問題にも発展、その後ブラジル政府は野焼きを禁止した。

#### ヨーロッパ

##### 欧州連合
欧州連合 (EU) 加盟国においては、共通農業政策に基づき、直接支払いにおけるクロスコンプライアンスとして、良好な農業環境条件 (GAEC: Good Agricultural and Environmental Conditions) の順守が定められており、ほとんどの加盟国で作物残渣の野焼きが事実上禁止されている。クロスコンプライアンス審査においては、書類審査に加え、人工衛星画像による野焼き行為の確認などがおこなわれている。
ポーランドやバルト三国のEU加盟に際しては、こうした政策への移行に伴い代替手段の普及が進み、野焼きが5年間で90パーセント削減されたことが報告されている。

##### イングランドおよびウェールズ

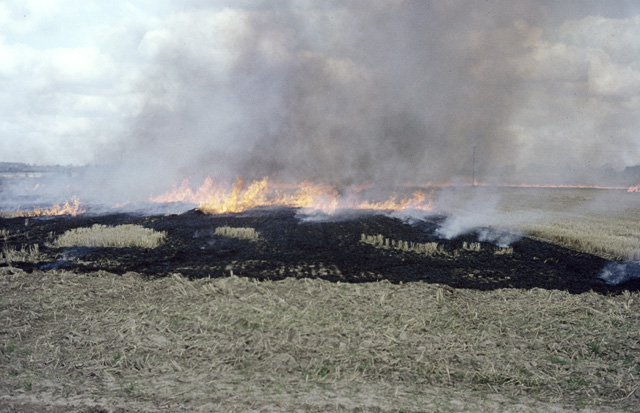
イギリス・エセックスでの野焼き

イングランドおよびウェールズの法律では、穀類・豆類・アブラナの作物残渣の野焼きは、教育目的や、法律で定められた病害虫処理、破損したロールベールなどの片付けを除き禁止している。また前述の教育目的・病害虫処理や亜麻の作物残渣の場合は、夜間や土日祝日の野焼きを禁止し、面積や周辺環境、従事者、通知、消火設備、燃焼灰の処分などの条件を設けている。またヒースや草原の野焼きについても、季節、時刻、従事者、設備、通知などの条件や許可制を設けている。

##### セルビア
セルビアの大気汚染は世界で最も深刻な水準であるが、その一因として違法な作物残渣の野焼きがある。併せて野焼きによる地力低下や、火災、生物多様性への影響が懸念されており、2018年には延焼によって特別自然保護区ツァールスカ・バーラの約880ヘクタールが焼損した。
こうした状況を受け、セルビア政府は国際連合開発計画や地球環境ファシリティなどと共同で野焼き撲滅キャンペーンを実施し、啓発を促すと共に、より厳しい懲罰的政策の方針を掲げている。また在セルビア国際連合開発計画は世界保健機関や国際連合児童基金との協力の下、大気質改善のための「14の革新的ソリューション」を公募・採択し、2021年、人工衛星画像および気候データ、モバイルアプリからの通報データを統合・機械学習することで野焼きの位置を準リアルタイムに検出するモニタリングシステムの開発支援を発表した。

#### オセアニア

##### オーストラリア

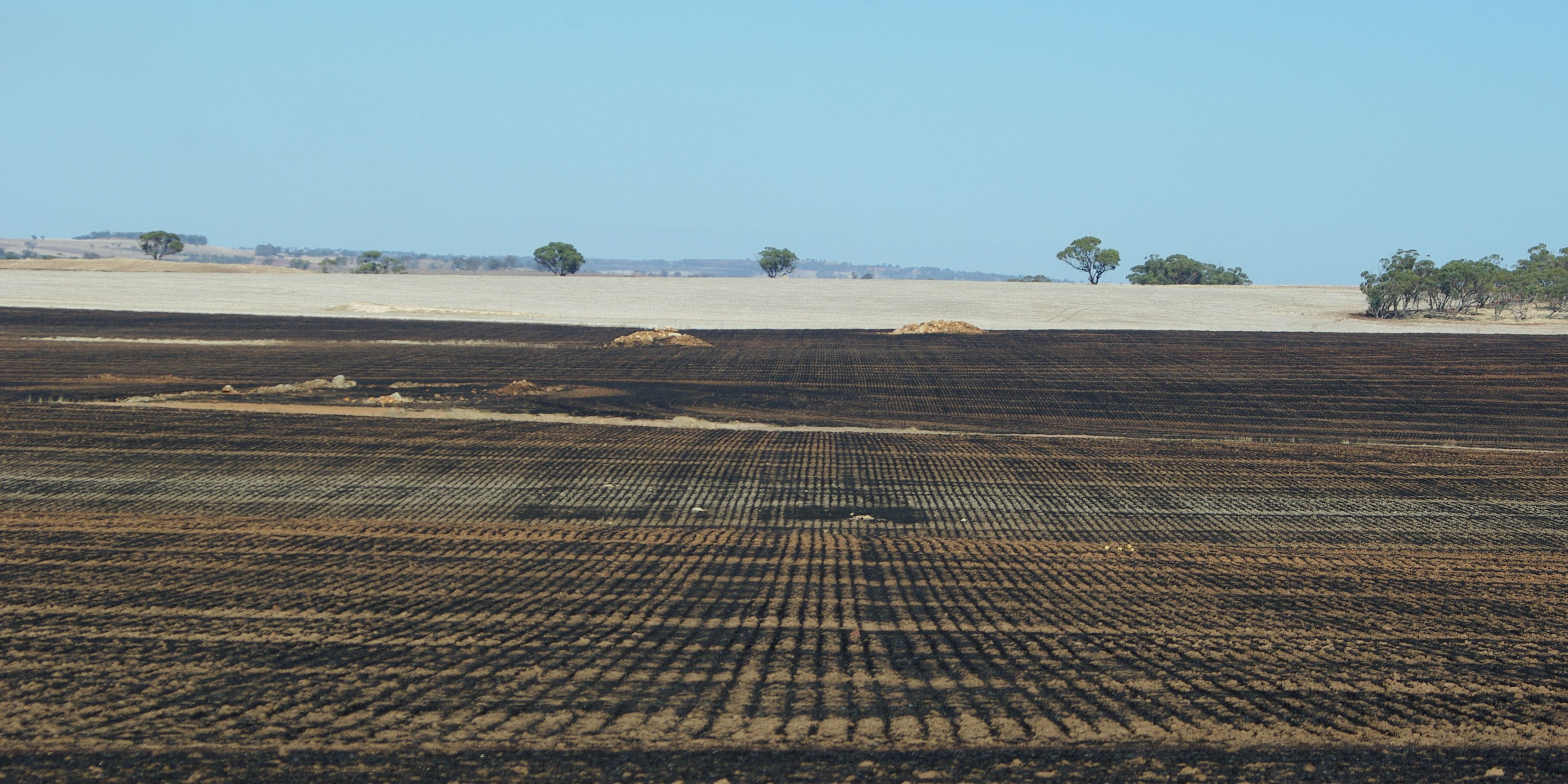
オーストラリアの牧草地帯の野焼き

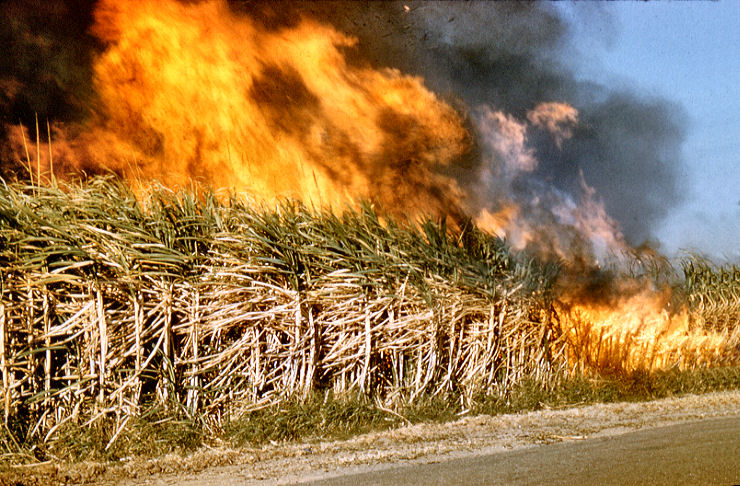
クイーンズランドでのサトウキビ畑の野焼き

オーストラリア政府によって作物残渣の適正処理の情報が公開されている
。
その他、農業に関連しない野焼きとして;アボリジニが行ってきた狩りのための小規模な野焼きがあり、サバナで5 - 12万年前から続けられているとされる。この野焼きによりモザイク状の焼け野が形成されるため、結果的に生物多様性の維持と山火事の延焼抑制に役立っていると考えられている。。一方、野焼きは山火事に対し無力であり、根本原因である気候変動を解決するべきだという意見もあり、また野焼きそのものが山火事の原因になる危険が指摘されている。